# Lijst van straten in Leiden
Dit is een lijst van straten in de gemeente Leiden en hun oorsprong/betekenis.

## Lijst

### A
- 't Joppepad - 't Joppe, gegraven plas bij het Nederlandse Warmond die veelal tot de Kagerplassen wordt gerekend
- 1e Binnenvestgracht - de ligging van deze binnenvestgracht: aan de stadszijde van ('binnen') de vestingwerken, dat wil zeggen de stadsmuren of stadswallen
- 2e Binnenvestgracht - zie 1e Binnenvestgracht
- 3e Binnenvestgracht - zie 1e Binnenvestgracht
- 4e Binnenvestgracht - zie 1e Binnenvestgracht
- 5e Binnenvestgracht (vroeger Achtergracht) - zie 1e Binnenvestgracht; deze gracht is overigens nooit een echte binnenvestgracht geweest, die lag dichter bij de singel maar is rond 1816 gedempt bij de uitbreiding van de Hortus Botanicus[1]
- Aagje Dekenstraat - Aagje Deken, 1741-1804, schrijfster
- Aalberseplein - P.J.M. Aalberse, 1871-1948, politicus
- Aalmarkt - de aal die hier vroeger verhandeld werd
- Aalscholveroord - de vogel aalscholver
- Aaltje Noordewierlaan - Aaltje Noordewier-Reddingius, 1868-1949, klassieke zangeres
- Aardbeipad - de vrucht aardbei
- Aarstraat - de Aar, een riviertje in Zuid-Holland
- Abraham Crijnssenstraat - Abraham Crijnssen, (overleden 1669), Zeeuws vlootvoogd
- Abraham Kuyperplein - Abraham Kuyper, 1837-1920, theoloog, predikant, staatsman en journalist
- Abrikozenweg - de vrucht abrikoos
- Acaciastraat - de plant acacia
- Admiraal Banckertweg - Adriaan Banckert, 1615-1648
- Admiraal Helfrichweg - Conrad Helfrich, 1886-1962
- Admiraalsweg - de militaire rang van admiraal, de hoogste in de meeste zeemachten
- Adriaan Pauwstraat - Adriaan Pauw, 1585-1653, diplomaat, raadspensionaris van Holland
- Aerent Bruunstraat - Aerent Bruun (omstreeks 1400) of Aerent van den Doem, bouwmeester van de Dom van Utrecht en na 1409 van de Pieterskerk te Leiden
- Agaatlaan - fijnkristallijne variëteit van kwarts
- Agatha van Alkemadestraat stichtte Bethaniehof 1563
- Agrippinapad - Agrippina Maior, 14 v.Chr.-33 n.Chr., vrouw van Germanicus
- Agrippinastraat zie Agrippinapad
- Aidapad - Aida, opera van Verdi 1871
- Akeleituin - akelei, vaste plant uit de ranonkelfamilie
- Akenwerf - aak, binnenwaterschip
- Akkerhof
- Akkerhoornbloem - akkerhoornbloem, vaste plant uit de anjerfamilie
- Albert Verweijstraat - Albert Verwey, 1865-1937, dichter
- Albertine Agnesstraat - Albertine Agnes van Nassau, 1634-1696, prinses van Nassau
- Albinusdreef - Bernhard Siegfried Albinus, 1697-1770, hoogleraar anatomie en chirurgie
- Aletta Jacobslaan - Aletta Jacobs, 1854-1924, voorvechtster vrouwenkiesrecht
- Alexander Dubcekplaats - Alexander Dubček, minister-president Tsjechoslowakije tijdens Praagse Lente 1968
- Alexander Gogelstraat - Izaak J.A. Gogel, 1765-1821, patriots staatsman
- Alexanderstraat - Alexander van Oranje-Nassau, 1851-1884, prins der Nederlanden
- Alexandrine Tinneplein - Alexine Tinne, 1835-1867, wereldreizigster en fotografe
- Alfastraat - de letter alfa uit het Griekse alfabet
- Alida Buitendijkpad - Alida Buitendijk, 1903-1950, zoöloge
- Aloëlaan - voormalig tuinencomplex
- Alpenroos - alpenroos, vaste plant uit de heidefamilie
- Amaliastraat - Amalia van Solms, 1602-1675, prinses van Oranje, echtgenote stadhouder Frederik Hendrik
- Amalrikplaats - Andrej Amalrik, 1938-1980, Russisch dissident en schrijver
- Ambonstraat - Ambon, eiland van voormalig Nederlands-Indië
- Ambrosiadal - plantengeslacht uit de composietenfamilie
- Amethistkade - Amethist, variëteit van kwarts
- Ampèrestraat - André M. Ampère, 1775-1836, naamgever grootte van elektrische stroom
- Amphorapad - de voormalige Tegel- en Fayence fabriek Amphora
- Amphoraweg zie Amphorapad
- Amstelstraat - Amstel, gekanaliseerde rivier in het zuiden van Noord-Holland
- Amsterdamse Jofferspad - Amsterdamse Joffers, groep schilderessen rond 1900
- Ananasweg - de voormalige groenten- en fruitveiling
- Andrej Sacharovstraat - Andrej Sacharov, 1921-1989, voorvechter mensenrechten en ontwapening in de Sovjet-Unie
- Andries Schotkade - Andries Schot, aanvoerder tijdens beleg Leiden
- Anjelierstraat - tot de anjerfamilie of Caryophyllaceae behorende eenjarige, tweejarige en overblijvende rots- en vaste planten
- Ank van der Moerstraat - Ank van der Moer, 1912-1983, actrice
- Anke Servaespad - Anke Servaes, 1897-1947, schrijfster van kinderboeken
- Ankerpark - product van Koninklijke Nederlandsche Grofsmederij, 1836-1977
- Ann Burtonstraat - Ann Burton, 1933-1989, zangeres
- Anna Bijnskade - Anna Bijns, 1493-1575, dichteres
- Anna Blamanpad - Anna Blaman, 1905-1960, schrijfster
- Anna Grollstraat - Anna Elisabeth Groll, 1856-1937, stichtster Annakliniek voor orthopedie
- Anna Maria van Schuurmanstraat - Anna Maria van Schuurman, 1607-1678, schrijfster
- Anna Paulownastraat - Anna Paulowna, 1795-1865, grootvorstin van Rusland, koningin der Nederlanden, echtgenote van koning Willem II
- Anna Reynvaanstraat - Anna Reynvaan, 1844-1920, verpleegkundige
- Anna Swellengrebelpad - Anna Henriëtte Swellengrebel, 1810-1874, verpleegkundige
- Anna Teding van Berkhoutstraat - Anna Teding van Berkhout, 1833-1909, oprichtster en directrice Diaconessenhuis Haarlem
- Anna van Bossepad - Anna Weber-van Bosse, 1852-1942, biologe
- Anna van Burenhof - Anna van Egmont, 1533-1558, eerste vrouw van prins Willem van Oranje
- Anna van Goghstraat - Anna van Gogh-Kaulbach, 1869-1960, schrijfster van kinderboeken
- Anna van Saksenstraat - Anna van Saksen, 1544-1577, tweede vrouw van prins Willem van Oranje
- Anne Frankweg - Anne Frank, 1929-1945, schrijfster dagboek, slachtoffer Tweede Wereldoorlog
- Annelien Kappeynestraat - Annelien Kappeyne van de Coppello, 1936-1990, politica
- Annie Coertstraat - Annie Cornelia Coert-de Jong, 1882-1943, draagster erepenning gemeente Leiden
- Annie M.G. Schmidthof - Annie M.G. Schmidt, 1911-1995, schrijfster van kinderboeken en cabaretteksten
- Annie Romeinsingel - Annie Romein-Verschoor, 1895-1978, historica en publiciste
- Annie van Eesstraat - Annie van Ees, 1893-1970, actrice
- Annie van Hattemstraat - Annie van Hattem, 1924-1985, architecte
- Anthony Fokkerweg - Anthony Fokker, 1890-1939, vliegtuigbouwer
- Antillenstraat - de Antillen of Caraïben, een eilandengroep in de Caraïbische Zee.
- Antoinette Kleynstraat - Antoinette Kleyn, 1763-1828, schrijfster
- Antonia Korvezeepad - Antonia Elisabeth Korvezee, 1899-1978, hoogleraar scheikunde
- Antonie Duycklaan - Antonie Duyck, 1560-1629, raadspensionaris van Holland
- Antoon Coolenkade - Antoon Coolen, 1897-1961, schrijver
- Apollolaan - Apollo, Griekse god van de schone kunsten
- Apollotoren - Apollo, Griekse god van de schone kunsten
- Apothekersdijk, vroeger ook wel Rijn geheten
- Appelbes - de Appelbes
- Appelstraat - de voormalige groenten- en fruitveiling
- Aquamarijnstraat - de aquamarijn (Latijn: aqua marina, "zeewater"), een vrij kostbare edelsteen en een variëteit van het mineraal beril.
- Archimedesweg - Archimedes, 287-212 v.Chr., natuurkundige
- Arend Roelandsteeg (vroeger Slopsteeg en Stijnsteeg) - Arend Roeland, schepen van Leiden, 1434-1456 die woonde aan de St. Jorissteeg, toen ook bekend als de Aernt Rollantsteghe.
- Arendshorst - het nest (horst)[2] van de arend
- Argusvlinder - de argusvlinder (Lasiommata megera), een vlinder uit de onderfamilie Satyrinae, de zandoogjes en erebia's
- Arsenaalplein - de in 19de eeuw gebouwde Doelenkazerne
- Arsenaalstraat - de in 19de eeuw gebouwde Doelenkazerne
- Arthur van Schendelstraat (eerder Arthur van Schendelpad) - Arthur van Schendel, 1874-1946, schrijver
- Arthur van Schendelstraat - Arthur van Schendel, 1874-1946, schrijver
- Arubapad - het land en eiland Aruba van de Nederlandse Antillen
- Asserstraat - Tobias Michel Karel Asser, 1838-1913, hoogleraar rechtsgeleerdheid
- Atalantapad - de atalanta (Vanessa atalanta), een van de meest voorkomende vlinders in België en Nederland
- Atjehstraat - Atjeh, provincie van voormalig Nederlands-Indië
- Atlasvlinder - de atlasvlinder (Attacus atlas) die behoort tot de familie nachtpauwogen (Saturniidae)
- Augustuspad - Imperator Caesar Augustus, 63 v.Chr.-14 n.Chr., Romeins keizer
- Azaleaduin - soort azalea van het plantengeslacht rododendron
- Azurietkade - het mineraal azuriet

### B
- Baatstraat (in de 17e eeuw ook: Baatsteeg)
- Bachstraat - Johann Sebastian Bach, 1685-1750, componist
- Bakemapad - Jacob Bakema, 1914-1981) architect
- Bakhuis Roozenboomstraat - Hendrik Willem Bakhuis Roozeboom, 1854-1907, hoogleraar scheikunde aan de Universiteit van Amsterdam.
- Bakker Korffstraat - Alexander Hugo Bakker Korff (1824-1882), schilder
- Bakkersteeg
- Balistraat - Bali, eiland van voormalig Nederlands-Indië
- Ballonpad
- Barbara van Meertenstraat - Anna Barbara van Meerten-Schilperoort, 1778-1853, schrijfster
- Barbarasteeg, vroeger: Sint Barbarasteeg en Claes Coman Gerytstege (1439), waarschijnlijk niet het voormalige Sint-Barbaraklooster, maar naar een verbastering van een andere vroegere benaming: Barbarensteeg, naar barbaren.
- Barend van Namenhof - Barend van Namen, koopman, de stichter van dit hofje in 1730
- Bargelaan - J.A.J. Barge, 1884-1952, hoogleraar geneeskunde
- Barkenwal
- Barnsteenpad - barnsteen, een fossiele hars die afkomstig is van naaldbomen.
- Barnsteenstraat - barnsteen, een fossiele hars die afkomstig is van naaldbomen.
- Bartókstraat - Béla Bartók, 1881-1945, componist
- Bassonstraat - Thomas Basson, 1555-1613, en Govert Basson, 1581-1643, boekdrukkers te Leiden
- Beatrixstraat - Beatrix Wilhelmina Armgard, Prinses der Nederlanden, Prinses van Oranje-Nassau, Prinses van Lippe-Biesterfeld (Baarn, 31 januari 1938), van 30 april 1980 tot en met 30 april 2013 koningin der Nederlanden
- Beekforel - de beekforel (Salmo trutta fario) is een vis van het stromende zoete water.
- Beelpad - Louis Joseph Maria Beel, 1902-1977, politicus
- Beestenmarkt - voormalig veemarktterrein, 1616-1935
- Beethovenlaan - Ludwig van Beethoven, 1770-1827, componist
- Begijnhof - het Faliede Begijnhof, ca. 1435-1572 , hof religieuze vrouwengemeenschap
- Begoniadal
- Beijerincklaan - Martinus Willem Beijerinck, 1851-1931, hoogleraar bacteriologie en microbiologie
- Belle van Zuylenstraat - Belle van Zuylen, 1740-1805, schrijfster
- Benny Goodmanstraat - Benny Goodman, 1909-1986, orkestleider
- Beppy Nooijstraat - Beppie Nooij sr., 1893-1976, en Beppie Nooij jr., 1919-1979, actrices
- Bergmolen
- Berkendaalstraatje (vroeger Berckelstraat)
- Berlagestraat - dr. Hendrik Petrus Berlage, 1856-1934, architect, ontwerper van de Beurs te Amsterdam, het Jachtslot St. Hubertus, het Kunstmuseum Den Haag en een brug te Amsterdam
- Berliozpad - Hector Berlioz, 1803-1869, componist
- Bernard Zweersstraat - Bernard Zweers, 1854-1924, componist
- Bernardijn ten Zeldamstraat - ir. Bernardijn ten Zeldam-Hartelust, 1928-1982, landschapsarchitecte, plaatsvervangend secretaris-generaal Onderwijs
- Bernhardkade - prins Bernhard van Lippe-Biesterfeld, 1911-2004, prins der Nederlanden, echtgenoot van koningin Juliana
- Bernhardstraat zie Bernhardkade
- Berylstraat
- Beschuitsteeg
- Besjeslaan
- Bessenpad
- Bessenwier
- Bètaplein - de letter bèta uit het Griekse alfabet
- Bethaniënhof - gesticht in 1563 door Agatha van Alckemade
- Bethlehemshof - gesticht in 1660 door Gerrit Franckensz. van Hoogmade
- Betje Wolffstraat - Betje Wolff, 1738-1804, schrijfster
- Betty van Niftrikweg, 1900-1985, verzetsvrouw
- Beukenrode
- Bevrijdingsplein bevrijding van Duitse bezetting 5 mei 1945
- Bezembinderstraat
- Bielsenstraat - voormalig Station Leiden Heerensingel, 1912-1936
- Bijenveld
- Bilderdijkstraat - Willem Bilderdijk, 1756-1831, dichter, tot 1903 Eerstestraat
- Billie Holidaystraat - Billie Holiday, 1915-1959, zangeres
- Billitonstraat - Billiton, eiland van voormalig Nederlands-Indië
- Binnenoostsingel - oostelijke gracht van stadsuitbreiding 1644
- Bizetpad - Alexandre César Léopold (Georges) Bizet, 1838-1875, componist
- Blauwe tramstraat - de Blauwe Tram, gelegen tussen de Haagweg zuidwaarts en het Boedapesterhof
- Blauwe Vogelweg
- Blauwkarper
- Blauwpoortshaven - de Blauw(e)poort die hier stond van 1610-1734
- Blekerskade - voormalige weverijen
- Bloemenpad
- Bloemfonteinstraat - Bloemfontein, hoofdstad van Vrijstaat
- Bloemistenlaan
- Bloemlustplein - voormalige buitenplaats
- Bloemstraat - kweken van Japanse bloemen en planten door Philipp Franz von Siebold in Huize Nippon hier ter plaatse
- Blommendaalspoort
- Boedapesterhof - tramtype NZH (Blauwe Tram). Gelegen vanaf de Blauwe tramstraat richting Rijn en Schiekade; vierde zijstraat voorbij het Trekschuitpad, vanaf de Haagweg
- Boeierwerf
- Boerenpad
- Boerhaavelaan - Herman Boerhaave, 1668-1738, hoogleraar medicijnen, plantkunde en scheikunde
- Boisotkade - Louis Boisot, bevelhebber Watergeuzen die Leiden in 1574 bevrijdden
- Bolpraamwerf
- Bolwerkstraat - voormalig bolwerk bij de poort Costverloren, later genaamd de Hogewoerdspoort
- Bonairepad - eiland van de Nederlandse Antillen
- Bonaireplein - eiland van de Nederlandse Antillen
- Bonairestraat - eiland van de Nederlandse Antillen
- Bontekoestraat - Willem IJsbrantszoon Bontekoe, 1587-1630, zeevaarder
- Bontiuspad - Gerard de Bondt, 1537-1599, eerste hoogleraar geneeskunde te Leiden
- Boomgaardsteeg (vroeger Bogaardsteeg) - voormalige grafelijke boomgaard
- Boommarkt
- Bootstraat - scheepswerf van firma Boot
- Borgerstraat - Elias Annes Borger, 1784-1820, theoloog
- Borneostraat - Borneo, eiland van voormalig Nederlands-Indië
- Boshof
- Boshuizerkade - voormalig kasteel Boshuizen
- Boshuizerlaan zie Boshuizerkade
- Boshuizerpad zie Boshuizerkade
- Bosrode
- Bosuilstraat
- Botermarkt
- Bothastraat - Louis Botha, 1862-1919, Zuid-Afrikaans generaal tijdens Tweede Boerenoorlog
- Bottelroos
- Botterwerf
- Bouwelouwensteeg
- Braambes
- Braassemerstraat
- Braggaar-de Doesplein - Catharina Pieternella Braggaar-de Does, 1886-1970, Leids raadslid
- Brahmslaan - Johannes Brahms, 1833-1897, componist
- Brandewijnsgracht
- Brandts Buyskade - Jan W.F. Brandts Buys, 1868-1939, componist
- Brederostraat - Gerbrand Adriaensz. Bredero, 1585-1618, dichter
- Breestraat, oorspronkelijk Breedstraat, naam in gebruik sinds ca. 1200 voor de oorspronkelijke oost-westverbinding over de zuidelijke oeverwal van de Rijn
- Brigantijnwal
- Brikkenwal
- Briljantstraat
- Brillstraat - drukkerij en uitgeverij Brill te Leiden sinds 1848
- Briniostraat - leider opstand Cananefaten tegen de Romeinen in 69
- Broekplein - Broek- en Simontjespolder
- Broekweg - oude verbinding door Broek- en Simontjespolder
- Bronforel
- Bronkhorststraat - Dirk van Bronkhorst-Batenburg, ?-1574, commissaris van krijgszaken, namens de Prins, tijdens beleg Leiden
- Brouhovenshof - gesticht in 1631 door Jacob van Brouchoven en Anna van Baarsdorp
- Brucknerstraat - Anton Bruckner, 1824-1896, componist
- Bruggestraat - de vroegere Leiderdorpse brug
- Brugmansplaats (verbinding tussen de Doelengracht en de hortus) - Sebald Justinus Brugmans (1763 - 1819), hoogleraar botanie
- Bufferkade - voormalig Station Leiden Heerensingel, 1912-1936
- Buitenruststraat - voormalige buitenplaats
- Buizerdhorst
- Buizerdpad
- Buntgras
- Burggravenlaan - in Middeleeuwen in Leiden gezetelde burggraaf
- Burgsteeg
- Busken Huetplein - Conrad Busken Huet, 1826-1886, schrijver en literatuurcriticus
- Buys Ballotstraat - Buys Ballot, 1817-1890, hoogleraar wiskunde, meteoroloog

### C
- Cabralstraat - Amilcar Cabral, 1924-1973, leider bevrijdingsbeweging Portugees Guinee-Bissau
- Caeciliastraat - voormalig Caeciliaklooster en -gasthuis
- Calandstraat - Pieter Caland, 1827-1902, waterbouwkundige
- Calslaan - mr. J.M.L.Th. Cals, 1914-1971, politicus
- Cameliadal
- Camilo Torresplein - Camilo Torres, 1929-1965, priester, Colombiaans strijder voor sociale rechtvaardigheid
- Cananefatenpoort - Cananefaten woonden hier aan het begin van onze jaartelling
- Carneoolstraat
- Caro van Eyckstraat - Caro van Eyck, 1915-1979, actrice
- Carry van Bruggenpad - Carry van Bruggen, 1881-1932, schrijfster
- Carry van Bruggenweg - Carry van Bruggen, 1881-1932, schrijfster
- Castellumweg - de Romeinse nederzetting
- Catharina Maartendochtershof, ?-1613, stichtster gelijknamig hof
- Catharina Schraderpad, Catharina Geertruida Schrader, 1656-1746, vroedvrouw
- Catharina van Renneskade - Catharina van Rennes, 1858-1940, componiste
- Catharina van Tussenbroekpad - Catharine van Tussenbroek, 1852-1925, arts
- Catharinahof - voormalig Catharinagasthuis
- Catharinasteeg - voormalig Catharinagasthuis
- Catharinastraat - naar familielid van de bouwondernemer
- Cathrijn Jacobsdochterhof - hofje, gesticht in 1598 door Cathrijn Jacobsdochter
- Cathrijnestraat - het vroegere Cathrijn Maartensdochterhof
- Cato van der Pijlpad, Cato van der Pijl, 1880-1966, arts
- Celebesstraat - Celebes, eiland van voormalig Nederlands-Indië
- Ceramstraat - Seram (eiland), eiland van voormalig Nederlands-Indië
- César Franckstraat - César Franck, 1822-1890, componist
- Charley Tooropweg - Charley Toorop, 1891-1955, schilderes
- Charlotte de Bourbonhof - Charlotte van Bourbon, 1546-1582, derde vrouw van prins Willem van Oranje
- Charlotte Köhlerpad - Charlotte Köhler, 1892-1977, actrice
- Choorlammersteeg
- Chopinstraat - Frédéric Chopin, 1810-1849, componist
- Chris de Jongstraat 1893-1944, conrector Stedelijk Gymnasium, slachtoffer Leidse Silbertanne-actie, 4 januari 1944
- Christina Arentsstraat - stichtte, met man Willem van Tetrode, in 1487 het Stevenshof
- Christine Baderpad - Christine Bader, 1878-1965, kinderarts
- Churchilllaan - Winston Churchill, 1874-1965, premier van Groot-Brittannië in de oorlogsjaren 1940-1945
- Citosahof - busonderneming Citosa, gelegen vanaf de Blauwe tramstraat richting Rijn en Schiekade; tweede zijstraat voorbij het Trekschuitpad, vanaf de Haagweg.
- Citrusweg
- Clara Visserplaats, Clara Visser, 1907-1977, hoogleraar huishoudkunde
- Clara Wichmannstraat - Clara Meijer-Wichmann, 1885-1922, juriste en publiciste
- Clara Wieckpad - Clara Schumann-Wieck, 1819-1896, componiste en pianiste
- Clarensteeg
- Clariet Kok-van Alphenstraat - Clariet Kok-van Alphen, 1917-1987, hoogleraar, oogarts
- Claudiuspad - Tiberius Claudius, 10 v.Chr.-54 n.Chr., Romeins keizer
- Cleveringaplaats - R.P. Cleveringa, 1894-1980, hoogleraar rechten
- Cliviadal
- Clos en Leembruggenweg - de voormalige textielfabriek in Leiden
- Cobetstraat - Carel Gabriel Cobet, 1813-1889, hoogleraar klassieke talen
- Coebelweg - voormalig kasteel de Coebel
- Colenbranderstraat - Herman Theodoor Colenbrander, 1871-1945, hoogleraar geschiedenis
- Commanderijpoort - Commanderij van de Duitse Orde, 1268-1572
- Concordiapad - Concordia, Romeinse godin van de eendracht
- Concordiastraat - Romeinse godin van de eendracht
- Condorhorst
- Condorpad
- Coninckshof - Cecilia Coninck stichtte hofje in 1777
- Conradstraat - F.W. Conrad, 1800-1870, waterbouwkundige
- Consciëntieplein - mogelijk de "Vrijheid van Consciëntie", die in 1567 tijdens een bezoek van Willem van Oranje aan de Leidse protestanten werd gegarandeerd[3]
- Constantijn Huygenslaan - Constantijn Huygens, 1596-1687, dichter
- Consulstraat - Romeinse bestuurder
- Coornhertstraat - Dirk Volckertsz. Coornhert, 1522-1590, schrijver
- Corantijnstraat Corantijn, rivier in Suriname
- Corbuloweg - Gnaius Domitius Corbulo, ?-67 n.Chr., Romeins veldheer
- Corellistraat - Arcangelo Corelli, 1653-1713, componist
- Cormorantwerf
- Cornelia van Arkelstraat - Cornelia van Arkel, 1902-1980, hoogleraar scheikunde
- Cornelie van Zantenstraat - Cornélie van Zanten, 1855-1946, zangeres
- Cornelis Schuytlaan - Cornelis Schuyt, 1557-1616, componist
- Cornetkade - J.L. Cornet, 1815-1882, Leids schilder
- Corrie ten Boomstraat - Corrie ten Boom, 1892-1983, verzetsvrouw
- Cosijnstraat - Pieter Jacob Cosijn, 1840-1899, hoogleraar Germaanse talen
- Cosmeaduin - de cosmea (Cosmos bipinnatus), een eenjarige plant uit de composietenfamilie (Asteraceae)
- Count Basiekade - Count Basie, 1904-1984, orkestleider
- Cronesteinkade - het voormalig kasteel Cronesteyn
- Cronesteinpad zie Cronesteinkade
- Cronjéstraat - P.A. Cronjé, 1835-1911, Transvaals generaal
- Cruquiuslaan - Nicolaas Samuel Cruquius, 1678-1754, ingenieur en cartograaf
- Curaçaostraat - Curaçao, eiland van de Nederlandse Antillen
- Cyperzegge - de cyperzegge of hoge cyperzegge (Carex pseudocyperus), een overblijvende plant die behoort tot de cypergrassenfamilie (Cyperaceae).

### D
- Da Costastraat - Isaäc da Costa, 1798-1860, dichter
- Daendelspad - Herman Willem Daendels, 1762-1818, patriots generaal
- Daendelsstraat - Herman Willem Daendels, 1762-1818, patriots generaal
- Dagvlinder
- Dahliastraat
- Damastroos
- Damlaan
- Damloperwerf
- Dankmeijerpad - J. Dankmeijer, 1907-1973, hoogleraar anatomie
- Darius Milhaudstraat - Darius Milhaud, 1892-1974, componist
- Darwinweg - Charles Darwin, 1809-1882, bioloog, grondlegger evolutietheorie
- De Bazelstraat - Karel Petrus Cornelis de Bazel (1869-1922), architect en sierkunstenaar, ontwerper van o.m. het gebouw van de Ned. Heide-Maatschappij te Arnhem en de Ned. Handel-Maatschappij te Amsterdam
- De Bleek - genoemd naar een voormalig bleekveld, terrein waar door weverijen geweven stoffen in de zon te bleken werden gelegd
- De Genestetstraat - Petrus Augustus de Génestet, 1829-1861, predikant en dichter
- De Gijselaarstraat - Nicolaas Charles de Gijselaar, 1865-1937, burgemeester van Leiden1910-1926
- De Goejestraat - Michael Jan de Goeje, 1836-1909, hoogleraar oosterse talen
- De Heyderweg - De Heyder, industrieel, stichter De Heyder en Co, voorloper Leidse Katoenmaatschappij
- De Hoek
- De la Reystraat - Jacobus Herculaas "Generaal Koos" de la Rey, 1847-1914, boerenleider in Zuid-Afrika
- De Laat de Kanterstraat - Louis Marie de Laat de Kanter, 1829-1894, burgemeester van Leiden 1880-1894
- De Meij van Streefkerkstraat - Jean Gijsberto de Mey van Streefkerk, 1754-1844, burgemeester van Leiden 1817-1820, 1823-1842
- De Plaats
- De Ridderstraat - Nicolaas de Ridder, 1848-1909, burgemeester van Leiden 1903-1909
- De Rode
- De Ruijterstraat - Michiel Adriaansz. de Ruyter, 1607-1676, admiraal tijdens oorlogen met Engeland
- De Savornin Lohmanplein - Alexander de Savornin Lohman, 1837-1924, politicus
- De Sitterlaan - Willem de Sitter, 1872-1934, hoogleraar sterrenkunde
- De Wetstraat - Christiaan de Wet, 1854-1922, Zuid-Afrikaans generaal en politicus
- De Zijde
- Debussystraat - Claude Debussy, 1862-1918, componist
- Decimastraat - genoemd naar Decima, kunstmatig eiland in de baai van Nagasaki (Japan), met Nederlandse handelspost
- Delftse Jaagpad - jaagpad naar Delft, 1638-1887
- Dellaertweg - Jan Dellaert, 1893-1960, directeur Schiphol
- Deltaweg - de letter delta uit het Griekse alfabet
- Dennenrode
- Diaconessenstraat
- Diamantlaan
- Diamantplein
- Dianastraat - Diana, Romeinse godin van de natuur en de jacht
- Diefsteeg - verbinding tussen stadhuis en gevangenis
- Diemelstraat - Christiaan Frederik Maria Diemel, 1914-1944, verzetsman
- Diepenbrocklaan - Alphons Diepenbrock, 1862-1921, componist
- Dieperpoellaan - de Dieperpoel, een deel van de Kagerplassen, ten noorden van Leiden
- Dierenweide
- Dijkhoflaan - voormalige boerderij Dijkhof in Stevenshofjespolder
- Dijkstraat
- Dillenburgerstraat - slot Dillenburg, geboorteplaats prins Willem van Oranje
- Dinkelstraat - het riviertje de Dinkel in Overijssel
- Distelvlinder
- DNA-tunnel - Desoxyribonucleïnezuur (DNA), tunnel nabij het Leiden Bio Science Park in de Plesmanlaan
- Dobbedreef - Dobbewetering, gelegen westelijk van strandwal van Voorschoten
- Doctor Lelylaan - Cornelis Lely, 1854-1929, waterbouwkundige, ontwerper Zuiderzeewerken, minister
- Doelengracht - voormalige schuttersdoelen
- Doelensteeg - voormalige schuttersdoelen
- Doezastraat - Jan van der Does, 1545-1604, bevelhebber tijdens beleg van Leiden 1574
- Dolhuissteeg - genoemd naar het dol- en pesthuis, gesticht 1596 (vroeger ook wel Achtergracht, Dolhuisgracht, Vrouwenachtergracht of Weede Mare)
- Domela Nieuwenhuislaan - Ferdinand Domela Nieuwenhuis, 1846-1919, politicus
- Donizettilaan - Gaetano Donizetti, 1797-1848, componist
- Donkersteeg - ontleend aan het woord donk, een relatief hoge (dus droge) plek bij de rivier
- Donsvlinder
- Dopheide - genoemd naar het plantengeslacht Dophei (Erica) van planten uit de heidefamilie (Ericaceae)
- Dorus Rijkerskade - Dorus Rijkers, 1847-1928, schipper reddingboot, Den Helder
- Dorus Rijkersweg - Dorus Rijkers, 1847-1928, schipper reddingboot, Den Helder
- Dotterbloem - genoemd naar het plantengeslacht Dotterbloem van planten uit de ranonkelfamilie (Ranunculaceae)
- Dozystraat - Reinhart Pieter Anne Dozy, 1820-1883, hoogleraar geschiedenis
- Draadzegge
- Drakensteynplaats - kasteel Drakensteyn in Utrecht, woning van Prinses Beatrix
- Drechtstraat
- Drie Octoberstraat - datum Leidens ontzet in 1574
- Driemanschapskade - voorlopig bestuur der Nederlanden na de Franse tijd, 1813-1814
- Driemasterwal
- Driftstraat ter plaatse van gedempte Driftsloot
- Drionhof - Huib Drion, 1917-2004, hoogleraar burgerlijk recht
- Drontermeerlaan
- Druckerstraat - Hendrik Lodewijk Drucker, 1857-1917, initiatiefnemer volkshuisvesting
- Druivenstraat - de voormalige groenten- en fruitveiling
- Drususlaan - Nero Claudius Drusus, 38-9 v.Chr., Romeins veldheer, bracht Drususgracht tot stand
- Du Puiplein - Meinard Simon du Pui, 1754-1834, eerste hoogleraar chirurgie en verloskunde te Leiden
- Du Rieustraat - Paul du Rieu, 1791-1857, burgemeester van Leiden 1843-1851
- Dudokpad - Willem Marinus Dudok, 1884-1974, gemeente-architect Leiden
- Duikerstraat
- Duinhof
- Duivelshoornpoort (nieuwe openbare ruimte tussen de Middelstegracht, Nieuwe Rijn en Hof van Venetië) - een voormalige 'poort' aan de Middelstegracht
- Duivenbodestraat - Willem Cornelisz. van Duyvenbode, verzorgde duivenpost tijdens beleg Leiden
- Duizenddraadsteeg - verbastering van Duizend Raadsteeg. De herkomst van deze naam is niet bekend. Gissingen zijn, dat er in de steeg iemand woonde die overal raad op wist, of dat er een relatie is met het gezegde Beter één helper dan duizend raadgevers?
- Duke Ellingtonstraat - Duke Ellington, 1899-1974, orkestleider
- Dullebakkersteeg, in de 16e eeuw nog geheten Dullemakersteeg, daarom waarschijnlijker een maker van 'dollen' (roeipennen) en niet naar een 'dulle' (dwaze of gekke) bakker.[4]
- Duyvendakstraat - Jan Julius Lodewijk Duyvendak, 1889-1954, hoogleraar Chinees
- Dwars Bolwerkstraat - voormalig bolwerk bij de poort Costverloren, later genaamd de Hogewoerdspoort
- Dwars Havenstraat
- Dwarsboomgaardsteeg - voormalige grafelijke boomgaard
- Dwergwier

### E
- Eddy du Perronplaats - Eddy du Perron, 1899-1940, dichter en essayist
- Edelkarper
- Edisonstraat - Thomas Alva Edison, 1847-1931, uitvinder
- Eduard van Beinumstraat - Eduard van Beinum, 1900-1959, dirigent
- Eendenzijde
- Egelantiertuin
- Ehrenfestweg - Paul Ehrenfest, 1880-1933, natuurkundige
- Eiberoord
- Eijmerspoelstraat - de Eijmerspoel, een deel van de Kagerplassen
- Eikenrode
- Einsteinweg - Albert Einstein, 1879-1955, natuurkundige
- Einthovenweg - Willem Einthoven, 1860-1927, hoogleraar fysiologie; in 1924 Nobelprijswinnaar
- Eksterpad
- Elevator - Meelfabriek 'De Sleutels'
- Elisabeth Baeldestraat - Elisabeth Baelde, 1859-1947, maatschappelijk werkster
- Elisabeth Brugsmastraat - Elisabeth Brugsma, 1887-1945, verzetsvrouw
- Elisabeth Gasthuishof - voormalig Elisabethgasthuis (1428)
- Elisabeth Koolaartstraat - Elisabeth Koolaart, 1664-1737, dichteres
- Elise van Calcarstraat - Elise van Calcar, 1822-1904, onderwijzeres
- Elly Kerckhoffskade - Elly Kerckhoff, 1920-1997, draagster erepenning gemeente Leiden, raadslid
- Else Mauhsstraat - Else Mauhs, 1885-1959, actrice
- Else van der Banstraat - Elze van den Ban, 1894-1973, stedenbouwkundige, eerste vrouwelijke civiel ingenieur
- Eltaxhof - busexploitant Eltax. Gelegen vanaf de Blauwe tramstraat richting Rijn en Schiekade; derde zijstraat voorbij het Trekschuitpad, vanaf de Haagweg.
- Emerentia Banningstraat stichtte in 1641 het Klein Sionshof
- Emilie Knapperthof - Emilie Knappert, 1860-1952, directrice Leidse Volkshuis
- Emmastraat - koningin Emma, 1858-1934, tweede echtgenote van koning Willem III, regentes (1890-1898)
- Emmy Andriesseplaats - Emmy Andriesse, 1914-1953, fotografe
- Endegeesterwatering - kasteel en buitenplaats
- Ericaduin
- Eschertoren - M.C. Escher, 1898-1972, grafisch kunstenaar
- Essenrode
- Esther de Boer-van Rijkstraat - Esther de Boer-van Rijk, 1854-1937, actrice
- Etta Palmstraat - Etta Palm, 1743-1799, feministe
- Etty Hillesumstraat - Etty Hillesum, 1914-1943, schrijfster en slachtoffer Tweede Wereldoorlog
- Europaweg
- Eva van Hoogeveenhof - hofje in 1650 gesticht door Eva van Hoogeveen
- Evenementenlaan - functie voormalige Groenoordhallen
- Evertsenpad - 17de-eeuws geslacht van zeehelden
- Evertsenstraat - 17de-eeuws geslacht van zeehelden

### F
- F. Bordewijkpad - Ferdinand Bordewijk, 1884 -1965, schrijver
- Fabianspoort[5]
- Fagelstraat - Gaspar Fagel, 1634-1688, raadspensionaris van Holland
- Fakkelgras
- Falckstraat - Anton Reinhard Falck, 1777-1848, staatsman
- Faljerilstraat - Faljeril, een eiland in de Kagerplassen, ten noorden van Leiden
- Faradaypad - Michael Faraday (1791-1867), natuurkundige (nieuwe openbare ruimte, gelegen tussen de Pasteurstraat en de Nieuwe Koningstraat, ter hoogte van de Musschenbroekstraat)
- Fazantenhoek
- Ferdinand Wernerpoort of Ferdinand Wernerhof
- Fibulapad - Romeinse mantelspeld
- Fie Carelsenstraat - Fie Carelsen, 1890-1975, actrice, artiestennaam van Sophia de Jong
- Fien de la Marstraat - Fien de la Mar, 1898-1965, actrice
- Fitterstraat - metaalnijverheid op dit terrein
- Flanorpad - pseudoniem van Carel Vosmaer, 1826-1888, schrijver
- Flemingstraat - Sir Alexander Fleming, 1881-1955, ontdekker penicilline en Nobelprijswinnaar
- Flevodwarsweg - verbreding van rechterarm Rijn tot het meer Flevo
- Flevoweg - verbreding van rechterarm Rijn tot het meer Flevo
- Floresstraat - Flores, eiland van voormalig Nederlands-Indië
- Floris Versterlaan - Floris Verster, 1861-1927, schilder
- Fokkeplein - Anthonis Jorisz. Focker, eigenaar 1622
- Fokkestraatje - Anthonis Jorisz. Focker, eigenaar 1622
- Forellenpad
- Formosastraat
- Forsitiadal
- Fortunaweg - Fortuna Romeinse godin van het gelukkig toeval
- Frambozenweg
- Franchimontlaan - Antoine Franchimont, 1844-1919, hoogleraar organische scheikunde
- Franciscanenplaats - het voormalig minnebroedersklooster
- Franciscanenstraat - het voormalig minnebroedersklooster
- François Houttijnshof - stichter van in 1737 voltooide hofje
- Frans van Mierisstraat, Frans van Mieris, 1635-1681, Leids fijnschilder
- Frederik van Eedenlaan, Frederik van Eeden, 1860-1932, schrijver-dichter
- Freesiadal
- Fregatwal
- Fruinlaan - Robert Fruin (Th. Azn), 1823-1899, hoogleraar geschiedenis
- Fruitweg - groenten- en fruitveiling, 1930-1988
- Fuchsiadal
- Fugapad
- Futenpad

### G
- Gabriël Metzustraat - Gabriël Metsu, 1629-1667, Leids fijnschilder
- Galgewater
- Galileiweg - Galileo Galilei, 1564-1642, natuur- en sterrenkundige
- Galjoenwal
- Gamandertuin
- Gandhistraat - Mahatma Gandhi, 1869-1948, Indiaas staatsman, leider geweldloos verzet
- Gangetje - voorheen smalle doorgang tussen Steenschuur en Rijn
- Ganzenzijde
- Gardeniadal
- Garenmarkt
- Geertruytstraat - Geertruyt Joost Hendricksweduwe stichtte in 1503 het Sint Annahof of Joostenpoort[5]
- Gekroonde Liefdepoort - 17de-eeuwse huisnaam[5]
- Gerard Brandtstraat - Gerard Brandt, 1626-1685, schrijver
- Gerard Revehof - Gerard Reve, 1923-2006, schrijver
- Gerberaduin
- Gerbrandylaan - Pieter Sjoerds Gerbrandy, 1885-1961, staatsman
- Gerda Brautigamsingel - Gerda Brautigam, 1913-1982, journaliste en politica
- Gerecht - gerechtsplaats nabij gevangenis
- Geregracht - gerende of schuine stadsbuitengracht bij stadsvergroting van 1386
- Gerestraat - gerende of schuine stadsbuitengracht bij stadsvergroting van 1386
- Gerrit Doustraat - Gerrit Dou, 1613-1675, Leids fijnschilder. Tot 1903 Laatstestraat.
- Gerrit Kasteinstraat - Gerrit Kastein, 1910-1943, verzetsman
- Gerrit van der Laanstraat - Gerrit van der Laan, 16e eeuw, aanvoerder tijdens beleg van Leiden
- Gerrit van der Veenstraat - Gerrit van der Veen, 1902-1944, verzetsman
- Gieterijstraat - metaalnijverheid op dit terrein
- Giliadal
- Gitstraat
- Glenn Millerstraat - Glenn Miller, 1904-1944, orkestleider
- Gloxiniadal
- Goegerritsteeg
- Goliuspad - Jacobus Golius, 1596-1667, wiskundige en arabist
- Gooimeerlaan
- Gortestraat
- Goudkarper
- Goudsbloem
- Gounodpad - Charles Gounod, 1818-1893, componist
- Gouwestraat - water nabij Gouda
- Granaatplein
- Graskarper
- Grevenstraat - Hendrik Barend Greven, 1850-1933, hoogleraar staathuishoudkunde, rector magnificus
- Griegstraat - Edvard Grieg, 1843-1907, componist
- Groene Maredijk
- Groene Spechthof
- Groenesteeg
- Groeneveldstichting - E.D. Groeneveld, stichter van in 1882 voltooide hofje
- Groenhazengracht - 'Groen Haze', een bordeelhoudster uit de 15e eeuw. Haar voorgangster was 'Schele Trui'. De gracht stond toen bekend als 'Schelu Truyden of Groen Hazen graft'. In de middeleeuwen bevond zich tussen Noordeinde en Groenhazengracht de rosse buurt, ook wel de 'Billenburch' genoemd.[6]
- Groenhovenstraat - verdwenen buitenplaats
- Groenoordsplein - verdwenen landgoed
- Groenoordstraat - verdwenen landgoed
- Groenrand
- Groenwier
- Grote-Polderpad - de Grote Polder
- Gruttohoek
- Guurtje Riemenshof - G.J.H. Riemens-Reurslag, 1886-1950, publiciste
- Gymnasiumpad

### H
- Haagplein - jonge naam, afgeleid van Haagweg
- Haagse Schouwweg - voormalige schouw (overzetveer) over de Rijn in de verbinding Haarlem-Oegstgeest-Den Haag
- Haagweg - historische uitvalsweg naar Den Haag (en ook naar Voorschoten)
- Haagwegtunnel - fietstunnel in de Haagweg, onder de Churchilllaan
- Haarlemmerstraat - weg naar Haarlem, voor zover gelegen binnen de oude stadsgrenzen
- Haarlemmerweg - historische uitvalsweg naar Haarlem, langs de Mare
- Hadewychlaan - Hadewych, een 13de-eeuws dichteres
- Hadrianusstraat - Hadrianus, 76-138, Romeins keizer
- Hallenweg - de voormalige Groenoordhallen (overdekte veemarkthal, tentoonstellings- en evenementenhallen)
- Hambroeklaan - Antonius Hambroek, 1605-1661, predikant op Formosa
- Händelstraat - Georg Friedrich Händel, 1685-1759, componist
- Hannie Schaftstraat - Hannie Schaft, 1920-1945, verzetsvrouw
- Hans Flustraat - Hans Flu, 1912-1944, huisarts, Leids slachtoffer Silbertanne-actie, 4 januari 1944
- Hansenstraat - Emil Christian Hansen, 1842-1909, onderzoeker gistbacterie
- Harmen Doumastraat - Harmen Douma, 1889-1944, hoofd Eerste Leidsche Schoolvereniging, Leids slachtoffer Silbertanne-actie, 4 januari 1944
- Harriët Freezersingel - Harriët Freezer, pseudoniem van Wilhelmina Wolsak-Eybergen, 1911-1977, publiciste
- Hartesteeg
- Harteveltweg - de voormalige distilleerderij Hartevelt
- Hartmanstraat - J.J. Hartman, 1851-1924, hoogleraar klassieke talen
- Hasebroekstraat - J.P. Hasebroek, 1812-1896, predikant en schrijver
- Haven - de haven van Leiden aan de oostzijde van de stad
- Havenkade - kade langs de Haven
- Havenplein - plein bij de kade langs de Haven
- Haverstraat - de graansoort haver (Avena sativa)
- Haverzakgang - naar voormalige Haverzaklaan
- Havikpad - de havik (Accipiter gentilis), een roofvogel
- Havikshorst - de horst (het nest) van de havik
- Hazepad - de haas (Lepus europaeus)
- Hazewindsteeg - de voormalige brouwerij De Hazewind
- Hazewinkelstraat - D. Hazewinkel-Suringa, 1889-1970, eerste vrouwelijke hoogleraar strafrecht
- Hazezegge - de hazenzegge (Carex ovalis)
- Heempark - een educatief park met inheemse (oorspronkelijk in Nederland thuishorende) plantensoorten
- Heemskerkstraat - Jacob van Heemskerk, 1567-1607, vlootvoogd en ontdekkingsreiziger
- Heidezegge - de heidezegge (Carex ericetorum)
- Heiligen Geest- of Cornelis Spronghof - RK hofje in 1690 door Cornelis Sprongh
- Heinekenpad - de Heinekenbrouwerij, Zoeterwoude
- Heinekentunnel - een tunnel in het Heinekenpad onder rijksweg A4
- Heintje Davidsweg - Heintje Davids, 1888-1975, revue-artiste
- Heivlinder - de heivlinder (Hipparchia semele)
- Hekkensteeg
- Helder Camarastraat - Dom Hélder Câmara, 1909-1999, Braziliaans bisschop en voorvechter geweldloze revolutie in Latijns-Amerika
- Helena Verburgstraat - Helena Verburg, die met haar man Maarten Meerman in 1680-1683 het Meermanshof stichtte
- Helmbloem - de helmbloem (Corydalis), een plantengeslacht
- Hendrikstraat - een familielid van de bouwondernemer
- Henri Dunantstraat - Henri Dunant, 1828-1910, oprichter van het Rode Kruis
- Henriëtte Bosmanspad - Henriëtte Bosmans, 1893-1952, componiste
- Henriëtte Roland Holststraat - Henriëtte Roland Holst, 1869-1952, dichteres
- Henriëtte van der Meystraat - Henriëtte van der Mey, 1850-1945, eerste vrouwelijke journaliste
- Herengracht - voornaamste straat en gracht in de stadsuitbreiding van 1659
- Herensingel - gedeelte van de Singel nabij de (Oude) Herengracht
- Herensteeg - de ridders (geestelijken) van de Duitse Orde, 1268-1572, die hier een Commanderij hadden
- Herenstraat - historische uitvalsweg naar Zoeterwoude (de oude schrijfwijze was heerweg of heirweg)
- Herman Gorterstraat - Herman Gorter, 1864-1927, dichter
- Herman Kleibrinkstraat - Herman Kleibrink, 1910-1991, Leids fotograaf
- Hermanstraat - een zekere Herman
- Hermelijnvlinder - de hermelijnvlinder (Cerura vinula), een nachtvlinder
- Hertzstraat - Heinrich R. Hertz, 1857-1894, naar wie de eenheid van frequentie (Hz) is genoemd
- Het Oord
- Heurniusstraat - Jan van Heurne, 1543-1601, en Otto van Heurne, 1577-1652, vader en zoon, hoogleraren geneeskunde
- Heuvelroos - de heuvelroos (Rosa x collina Jacq.)
- Hildebrandpad - Hildebrand, pseudoniem van schrijver Nicolaas Beets, 1814-1903
- Hippocratespad - de Griekse arts Hippocrates, ca. 460-ca. 377 v. Chr., grondlegger van de geneeskunde
- Hoefbladtuin - het plantengeslacht hoefblad (Petasites), met in Nederland het groot hoefblad (Petasites hybridus)
- Hoefstraat - een over de voormalige raamlanden Kijfhoef, Oude Hoef en Kleine Hoef aangelegde straat (1592)
- Hof van Roomburgh
- Hof van Venetië
- Hoflaan
- Hofpolderpad - pad in de Hofpolder
- Hofvlietweg - de Hofpolder en de Vliet
- Hoge Morsweg - weg op de rechterrijnoever langs het laaggelegen terrein De Mors
- Hoge Rijndijk - historische uitvalsweg naar Utrecht; weg op de linkerrijnoever (zuidelijke oever), die hoger was dan de Lage Rijndijk op de rechter oever
- Hogendijkstraat - een zijstraat van de hoge dijk, namelijk van de Hoge Rijndijk
- Hogerbeetsstraat - Rombout Hogerbeets, 1561-1625, staatsman, raadspensionaris van Leiden
- Hogewoerd
- Hommelveld - de hommel, een insect van het geslacht Bombus of Psithyrus
- Hooglandse Kerkgracht - de Hooglandse Kerk, de kerk op 't Hogeland
- Hooglandse Kerksteeg - de Hooglandse Kerk
- Hooglandsekerk-Choorsteeg - het koor van de Hooglandse Kerk
- Hoogstraat
- Hooigracht - het hooi dat hier vroeger werd aangevoerd
- Hopvlinder - de hopvlinder
- Horstenpad - de horst, (het nest) van een roofvogel
- Horstenrode - de horst, (het nest) van een roofvogel, en rode, een plek waar bos is gerooid
- Hortensiadal - de hortensia, een struik uit het plantengeslacht Hydrangea
- Houtlaan - het parkbos de Leidse Hout, aangelegd 1926
- Houtmarkt - een kade, nabij de Haven, waarop vroeger een houtmarkt was
- Houtstraat
- Houtzaagmolen - windmolen van het type (hout)zaagmolen
- Hovens Gréveplein - Catharina Hovens Gréve, 1888-1969, arts, draagster erepenning gemeente Leiden
- Hugo Claushof - Hugo Claus, 1929-2008, schrijver en beeldend kunstenaar
- Hugo de Grootstraat - Hugo de Groot, 1583-1645, rechtsgeleerde, bekend van zijn invloedrijke werk Mare Liberum (1609) en van zijn ontsnapping in een boekenkist uit Slot Loevestein (1621). Tot 1903 Middenstraat.
- Hugo de Vriesstraat - Hugo de Vries, 1848-1935, hoogleraar plantkunde
- Hugo van Woerdenplein - Hugo van Woerden, 1494-1506, drukker te Leiden
- Hugo van Woerdenstraat - Hugo van Woerden, 1494-1506, drukker te Leiden
- Huigplaats
- Huigstraat - vroeger Huygenstraat(je)
- Huizingastraat - Johan Huizinga, 1872-1945, hoogleraar geschiedenis
- Hulstbes - de rode bessen van de hulst (Ilex aquifolium), een kleine, groenblijvende inheemse boom
- Hyacinthenstraat - de hyacint (Hyacinthus), een plantengeslacht

### I
- Ida de Leeuwstraat - Ida de Leeuw van Rees-Gilkens, 1902-1987, publiciste
- Ida Heijermanspad - Ida Heijermans, 1866-1943, schrijfster van kinderboeken
- Iepenrode
- Iepentakvlinder - Iepentakvlinder
- Ietje Kooistrapad - Ietje (Ytsje) Kooistra, 1861-1923, pedagoge
- IJsbaan van ijsvereniging Rijndijk- Hoge Mors
- IJsselkade - IJssel, rivier in Nederland
- IJsselmeerlaan - IJsselmeer, meer in Nederland
- IJsvogelhof - ijsvogel (Alcedo atthis), een waterminnende vogel uit de familie van ijsvogels (Alcedinidae)
- Ina Boudier-Bakkerplein - Ina Boudier-Bakker, 1875-1966, schrijfster
- Ina Boudier-Bakkerstraat - Ina Boudier-Bakker, 1875-1966, schrijfster
- Inslagstraat - naar vroegere textielindustrie: inslag is op een weefgetouw het garen dat haaks tussen de schering wordt aangebracht om een doek te maken
- Ir. Driessenstraat - Gustaaf Lodewijk Driessen, 1861-1957, directeur Gemeentewerken
- Irenestraat - Irene der Nederlanden, 1939, prinses der Nederlanden
- Isoldehof - Isolde, 12e eeuw, romanfiguur, geliefde van Tristan
- Ixiadal - Ixia is een geslacht van bolgewassen uit de lissenfamilie (Iridaceae)

### J
- J. Pellenbargweg - Jan Pellenbarg, overleden 1984, oprichter NSS (Nederlandse Smalspoorstichting)
- J.C. de Rijpstraat - Jan Corneliszoon Rijp, 1570-1630, zeevaarder en ontdekkingsreiziger
- J.H. Oortweg - Jan Hendrik Oort, 1900-1992, hoogleraar sterrenkunde
- Jacob Catslaan - Jacob Cats, 1577-1660, staatsman en dichter
- Jacob Geelstraatje - Jacobus (Jacob) Geel, 1789-1862, schrijver, filoloog, bibliothecaris Universiteitsbibliotheek Leiden
- Jacob Romansstraat - Jacobus Roman, 1640-1716, beeldhouwer en architect, ontwerper van Paleis Het Loo (1690) en de voorgevel van het Stadhuis van Deventer (1693)
- Jacob van Campenlaan - Jacob van Kampen, 1595-1657, bouwmeester, schilder en beeldhouwer, ontwerper van het Mauritshuis en het Paleis Noordeinde te Den Haag en van de Nieuwe Kerk en het Paleis op de Dam in Amsterdam
- Jacob van Rijndorpplaats - Jacob van Rijndorp, 1663-1720, stichter Leidse Schouwburg
- Jacobsdochtershof
- Jacques Perkstraat - Jacques Fabrice Herman Perk, 1859-1881, dichter
- Jacques Urlusplantsoen - Jacques Urlus, 1867-1935, tenor
- Jadestraat - jade, een mineraal
- Jan C. Smutsstraat - Jan Christia(a)n Smuts, 1870-1950, Zuid-Afrikaans militair en politicus
- Jan Goedeljeehof - Jan Goedeljee, 1824-1905), Leids fotograaf
- Jan Keldermansstraat - Jan Keldermans, 1375-1445, Vlaams bouwmeester, werkzaam in Mechelen, Leiden en Leuven
- Jan Lievensstraat - Jan Lievens, 1607-1674, kunstschilder
- Jan Luykenlaan - Jan Luyken (Johannes Luiken), 1649-1712, dichter en etser
- Jean Michelhof - hofje gesticht in 1687 door Catharina Geschier, de weduwe van Jean Michel
- Jan Orlersplein - Jan Jansz. Orlers, 1580-1646, historieschrijver van Leiden
- Jan Paetsplein - Jacob Cornelis Paets, 1560-1622, boekverkoper te Leiden
- Jan Palachstraat - Jan Palach, 1948-1969, symbool Tsjechisch verzet voorafgaand aan de Praagse lente 1968
- Jan Paulushof - Jan Paulus
- Jan Pesijnshof, de weduwe van Jean Pesijn stichtte hofje in 1655
- Jan Pieterszoon Coenhof - Jan Pieterszoon Coen, 1587-1629, gouverneur-generaal Nederlands-Indië
- Jan van Goyenkade - Jan van Goyen, 1596-1656, schilder. Tot 1903 Trekvliet, eerder Vliet of Delftsche Jaagpad.
- Jan van Houtkade - Jan van Hout, 1542-1609, stadssecretaris tijdens beleg Leiden
- Jan Wolkersstraat - Jan Wolkers, 1925-2007, schrijver en beeldend kunstenaar
- Jantina van Hoornkade - Jantina van Hoorn, 1890-1972, directrice meisjes-H.B.S.
- Janvossensteeg - Jan de Vos, schout van Marendorp van 1348 tot 1351
- Javastraat - Java, eiland van voormalig Nederlands-Indië
- Jeltje de Bosch Kemperpad - Jeltje de Bosch Kemper, 1836-1916, voorvechter van vrouwenrechten en mede-oprichtster van de Algemeene Nederlandsche Vrouwenvereeniging 'Tesselschade'
- Jennerstraat - Edward Jenner, 1749-1823, Britse arts, ontdekker pokkenvaccin
- Jeruzalemhof - hofje van Jeruzalembroederschap, 1467
- Jo de Clerstraat - Jo de Cler, 1891-1977, verzetsvrouw
- Johan Willem Frisostraat - Johan Willem Friso van Nassau-Dietz, 1687-1711, prins van Oranje en Fries stadhouder
- Johan de Kosterweg - D.J.J. de Koster, 1873-1929, Leidse fabrikant en initiatiefnemer aanleg Leidse Hout
- Johan de Wittstraat - Johan de Witt, 1625-1672, staatsman, raadspensionaris Holland
- Johan Wagenaarlaan - Johannes Wagenaar, 1862-1941, Nederlands componist
- Johanna Naberstraat - Johanna W.A. Naber, 1859-1941, feministe, publiciste
- Johanna Westerdijkstraat - Johanna Westerdijk, 1883-1961, biologe, eerste vrouwelijke hoogleraar in Nederland
- Johannes Knuttelpad - Johannes Adrianus Nelius Knuttel, 1878-1965, mede-initiatiefnemer aanleg Leidse Hout
- Johannes Poststraat - Johannes Post, 1906-1944, verzetsman
- Johannes Verhulststraat - Johannes Joseph Hermann Verhulst, 1816-1891, componist
- Joke Smitstraat - Johanna E. Kool-Smit, 1938-1981, feministe en publiciste
- Jonas Daniël Meijerstraat - Jonas Daniël Meijer, 1780-1834, voorvechter Joodse emancipatie
- Joop den Uyllaan - Joop den Uyl, 1919-1987, politicus
- Joop Vervoornpad - Joop Vervoorn, 1917-1998, voorzitter Stichting Wijkcomité Plan Noord
- Joop Walenkamptunnel - Joop Walenkamp, Leids politicus
- Joost Frans van der Lindenpoort - Joost Frans van der Linden, stichtte hofje in 1668[5]
- Joseph Haydnlaan - Joseph Haydn, 1732-1809, componist
- Joubertstraat - Pieter Jacobus Joubert, 1831-1900, Zuid-Afrikaans generaal
- Joulestraat - James Prescott Joule, 1818-1889, naamgever eenheid van energie
- Juffrouw Maashof - Hendrika Maas, 1837-1899, stichter hofje
- Juliana van Stolberghof - Juliana van Stolberg, 1506-1580, moeder van prins Willem van Oranje
- Julianakade - Juliana, 1909-2004, koningin der Nederlanden, 1948-1980
- Julianastraat - Juliana, 1909-2004, koningin der Nederlanden, 1948-1980
- Julius Caesarlaan - Julius Caesar, 110-44 v.Chr., veldheer en heerser over het Romeinse rijk
- Julius Caesarpad - Julius Caesar 110-44 v.Chr., veldheer en heerser over het Romeinse rijk
- Julius Röntgenstraat - Julius Röntgen, 1855-1932, componist
- Junostraat - Juno, Romeinse godin, echtgenote van Jupiter
- Jupiterlaan - Jupiter, Romeinse oppergod
- Justus Carelhuis - Justus en Carel Pape, initiatiefnemers van het hofje, 1936

### K
- Kaardesteeg
- Kaarsenmakersplein
- Kaarsenmakersstraat
- Kaasmarkt
- Kabeljauwsteeg - vroeger Borresteeg
- Kagerstraat, naar de ten noorden van Leiden gelegen Kagerplassen
- Kaiserstraat - Frederik Kaiser, 1808-1872, sterrenkundige, vroeger Cellebroedersgracht
- Kakelaarsteeg - de historische naam van dit nieuw te openen steegje tussen Breestraat en Boommarkt is volgens de overlevering ontleend aan het lawaai veroorzaakt door de gesprekken die vroeger in dit nauwe steegje gevoerd werden
- Kalvermarkt - hier gehouden markt ca. 1644-ca. 1660
- Kamerlingh Onnesplein - Heike Kamerlingh Onnes, 1853-1926, hoogleraar natuurkunde
- Kamilletuin
- Kampersteeg
- Kanaalpark
- Kanaalstraat
- Kanaalweg
- Kapellenpad
- Kapelstraat - Middeleeuwse kapel t.b.v. de visverkopers
- Kappakade - de letter kappa uit het Griekse alfabet
- Kapteynstraat - Jacobus Cornelius Kapteyn, 1851-1922, hoogleraar sterrenkunde
- Karel Doormanweg - Karel Doorman, 1889-1942, schout-bij-nacht
- Kastanjekade
- Kasteelhof - kasteel Rodenburg
- Katharina Boudewijnskade - Katharina Boudewyns, ca. 1520-ca. 1601, dichteres
- Katoenpark - Leidsche Katoenmaatschappij, 1836-1936
- Kenauweg - Kenau Simonsdochter Hasselaar, 1526-1588, leidster verzet Haarlems beleg 1572-1573
- Kennedylaan - John F. Kennedy, 1917-1963, president Verenigde Staten
- Kennewegsteeg - Jan Kenneweg, eigenaar steeg
- Kerksteeg - Waard- of Loodskerk, 1673-1897
- Kernstraat - Hendrik Kern, 1833-1917, hoogleraar Sanskriet en specialist oosterse talen
- Kersenstraat
- Kerstroos
- Ketelboetersteeg - ketelboeter Jan Gerritsz., ca. 1420
- Ketelmeerlaan
- Kettingstraat - product van Grofsmederij, 1836-1977
- Kiekendiefhorst
- Kiekpad - Israël Kiek, 1811-1899, fotograaf
- Kievitshoek
- Kievitspad
- Kijfgracht
- Kiljanpad - Cornelis Kiljan, 1889-1945, verzetsman
- Kiwipad
- Klaproos
- Klavertuin
- Kleipoelpad, de plas Kleipoel, ten noorden van Leiden
- Klein Sionshof - gesticht 1641
- Klikspaanweg - Klikspaan, 1814-1885, pseudoniem van Johannes Kneppelhout, schrijver
- Klimmende Leeuwsteeg- voormalige brouwerij
- Klimroos
- Klipperwerf
- Klokpoort[5]
- Kloksteeg - klokkenstoel van de Pieterskerk, 1512-1745
- Klooster - buurt met vele middeleeuwse kloosters
- Kloosterpoort - franciscanessen van St: Elisabeth[5]
- Klutenpad
- Kneppelhoutstraat - Johannes Kneppelhout, 1814-1885, schrijver
- Knotterpad
- Koddesteeg - familie Kodde, eigenaar steeg
- Koekoeksplaats
- Koenesteeg
- Koestraat - Veemarktterrein tot 1616
- Koggewal
- Kokkelbank
- Kolffpad - Willem Kolff, 1911-2009, uitvinder van de kunstnier
- Kolfmakersteeg
- Komkommerhof
- Koninginnelaan
- Koningstraat
- Kooihof - voormalige eendenkooi
- Kooilaan - voormalige eendenkooi
- Kooipark - voormalige eendenkooi
- Kooiplein - voormalige eendenkooi
- Kooitunnel - voormalige eendenkooi
- Kooizicht - voormalige eendenkooi
- Koolgracht - vroeger Buurgracht
- Koolstraat
- Koolwitjespad
- Koopmanstraat
- Koornbrugsteeg
- Kopermolen
- Kopervlinder
- Koppoelplaats, de veenplas Koppoel, ten noorden van Leiden
- Koppenhinksteeg
- Koraalstraat
- Korenbloem
- Korevaarstraat - J. Korevaar, 1855-1916, Leids wethouder
- Kornalijnstraat
- Kort Galgewater
- Kort Rapenburg
- Korte Hansenstraat - Emil Christian Hansen, 1842-1909, onderzoeker gistbacterie
- Korte Langestraat
- Korte Mare - in 1953 gedempte stroom
- Korte Sint Agnietenstraat - klooster ca. 1403-1572
- Korte Vlietpad
- Kortenaerstraat - Egbert Kortenaer, ca. 1600-1665, admiraal
- Korvetwal
- Kraaienhorst
- Kraaienpad
- Kraaierstraat
- Kraaiheide
- Kraanbaan - metaalnijverheid op dit terrein
- Kralendijkkade - Kralendijk, hoofdplaats van Bonaire
- Krefeldlaan - Krefeld, partnerstad van Leiden
- Krekelveld
- Kristalstraat
- Kroeskarper
- Kromstevenwerf
- Kruidenhof - vroegere kruidentuinen, nu nieuwe openbare ruimte tussen de Zijlsingel, Kwekerijplein, Munnikenstraat en Trompstraat
- Kruisbes
- Kruisherenweg - klooster 1926-1992
- Kruisstraat
- Kruitschip - gebied na ontploffing kruitschip, 1807
- Kuenenstraatje - A. Kuenen, 1823-1891, hoogleraar theologie
- Kuipersgang
- Kuipers-Rietbergstraat - Helena Kuipers-Rietberg, 1893-1944, verzetsvrouw
- Kuiperssteeg
- Kurt Weillstraat - Kurt Weill, 1900-1950, componist
- Kwartelhoek
- Kwekerijplein - de vroegere kruidentuinen
- Kwikstaarthoek

### L
- Laan der Verenigde Naties
- Laan te Rhijnhof
- Lage Morsweg - genoemd naar De Mors, een laaggelegen terrein buiten de stad
- Lage Rijndijk - dijk langs de rechteroever van de Rijn, lager dan de Hoge Rijndijk, de dijk op de linkeroever
- Lakenplein
- Lambdakade - de letter lambda uit het Griekse alfabet
- Lambertushof - genoemd naar de heilige Lambertus, bisschop Lambertus van Maastricht, ca. 638-ca. 705
- Lammenschanspark - genoemd naar de Schans Lammen, een verdedigingwerk tijdens het beleg van Leiden, 1574
- Lammenschansplein - genoemd naar de Schans Lammen Schans, 1574
- Lammenschansweg - genoemd naar de Schans Lammen, 1574
- Lammermarkt - veemarkt 1876-1969
- Lange Lijsbethsteeg - steeg bij het voormalige Elisabethgasthuis (Elisabeth > Lijsbeth)
- Lange Mare - een in 1953 gedempte waterloop
- Lange Scheistraat
- Lange Sint Agnietenstraat - genoemd naar het voormalige Agnietenklooster, ca. 1400-1572
- Langebrug - een geheel overkluisde gracht
- Langegracht - een gedempte voormalige stadsgracht
- Langestraat
- Lariksrode
- Lasserstraat - genoemd naar het beroep van lasser, herinnering aan de vroegere metaalnijverheid op dit terrein
- Lau Mazirelstraat - Lau Mazirel, 1907-1974, verzetsvrouw
- Lauwerbes
- Lavendeltuin
- Le Mairestraat - Jacob Le Maire, 1585-1616, Nederlands ontdekkingsreiziger
- Le Pooleweg - Samuel Jacob le Poole, 1873-1931, eigenaar voormalige Leidse textielfabriek
- Lebeauhof - Chris Lebeau, 1878-1945, anarchist, kunstschilder, ontwerper (onder meer van postzegels)
- Lederkarper
- Leededwarsstraat
- Leedepad
- Leedestraat
- Leeghwaterstraat - Jan Adriaanszoon Leeghwater, 1575-1650, waterbouwkundige
- Leeghwatertunnel
- Leemansstraat - Wilhelmus François Leemans, 1841-1929, waterbouwkundige
- Leeuwenhoekstraat - Antoni van Leeuwenhoek, 1632-1723, ontdekte met zelfgemaakte microscopen onder meer de bacteriën
- Leeuwerikstraat
- Leeuwkenstraat - Leidse koerier, omgebracht door Spanjaarden in 1574
- Legewerfsteeg
- Leidatoweg - huishoudbeurs Leidato in voormalige Groenoordhallen
- Leidse Hout
- Leidseweg
- Lekstraat
- Leliestraat
- Lemsteraakwerf
- Lepelaarsoord
- Leuvenstraat - voormalige Leuvensloot
- Levendaal
- Libellenveld
- Liesbeth Ribbiuspad - Liesbeth Ribbius Peletier, 1891-1989, politica
- Lieveheersbeestjespad
- Lieven de Keijstraat - Lieven de Key (1560-1627), architect en beeldhouwer, bouwer van de vleeshal te Haarlem en ontwerper van de voorgevel van het voormalige stadhuis van Leiden en het Gemeenlandshuis
- Ligusterbes
- Lijsterbes
- Lijsterstraat
- Limes - Romeinse rijksgrens
- Limesaquaduct
- Lindestraat
- Lingestraat
- Lintgras
- Lisztpad - Franz Liszt, 1811-1886, componist
- Liviuslaan - Titus Livius, 59 v.Chr.-17 n.Chr., Romeins geschiedschrijver
- Lizzy Ansinghstraat - Lizzy Ansingh, 1875-1959, schilderes
- Lobeliadal
- Lodewijk Napoleonstraat - Lodewijk Napoleon, 1778-1846, koning van Holland
- Lodewijk van Deijsselstraat - Lodewijk van Deyssel, pseudoniem van K.J.L. Alberdingk Thijm, 1864-1952, schrijver
- Lokhorststraat - grafelijk huis Lokhorst, 13de eeuw
- Lombardpoort - bank van lening, 1656-1954[5]
- Lombardsteeg - in Middeleeuwen was hier een bank van lening gevestigd
- Lombokstraat - Lombok, eiland in voormalig Nederlands-Indië
- Looiersplein - voormalige leerlooierijen
- Looktuin
- Lopsenstraat - voormalig klooster te Leiden, ca. 1403-1572
- Lorentzhof - Hendrik Lorentz, 1853-1928, hoogleraar natuurkunde en Nobelprijswinnaar
- Lorentzkade - Hendrik Lorentz, 1853-1928, hoogleraar natuurkunde en Nobelprijswinnaar
- Loskade
- Lotte Beesestraat - Lotte Stam-Beese, 1903-1988, architecte en stedenbouwkundige
- Louis Armstronglaan - Louis Armstrong, 1900-1970, musicus, orkestleider
- Louis Couperusstraat - Louis Couperus, 1863-1923, romanschrijver
- Louis Elsevierstraat - Lodewijk Elsevier, 1546/7-1617, boekdrukker te Leiden
- Louise de Colignystraat - Louise de Coligny, 1555-1620, vierde vrouw van prins Willem van Oranje
- Louise Hardenbergsingel - Louise Hardenberg, 1844-1898, 1e directrice Leidse Kweekschool voor bewaarschoolhouderessen
- Louise Kerlingstraat - Louise Kerling, 1900-1985, hoogleraar plantenziekten
- Louise Wentstraat - Louise Went, 1865-1951, pionier sociale woningbouw
- Lucas van Leijdenstraat - Lucas van Leyden, 1489-1533, Leids kunstschilder
- Lucebertstraat - Lucebert, pseudoniem van L.G. Swaanswijk, 1924-1994, dichter en beeldend kunstenaar
- Luchtmansplein - Samuel Luchtmans (I), 1685-1757, boekdrukker
- Lucretia van Merkenstraat - Lucretia Wilhelmina van Merken, 1721-1789, dichteres
- Luifelbaan - winkelcentrum Vijf Meiplein en Bevrijdingsplein
- Lupinetuin
- Lusthoflaan
- Lutulistraat - Albert Luthuli, 1898-1967, voorvechter geweldloos verzet tegen rassendiscriminatie in Zuid-Afrika
- Luzacstraat - Jean Luzac, 1746-1807, uitgever "Gazette de Leyde"
- Luzernevlinder

### M
- Maaike de Bruijnpad - Maaike de Bruijn, 1856-1934, maatschappelijk werkster
- Maalderijstraat - Meelfabriek 'De Sleutels'
- Maansteenpad
- Maanvlinder
- Maarse en Kroonhof - de busonderneming Maarse & Kroon. Gelegen vanaf de Blauwe Tramstraat richting Rijn en Schiekade; eerste zijstraat voorbij het Trekschuitpad, vanaf de Haagweg
- Maarsmansteeg
- Maartenshof - huize St. Maarten
- Maartje Offerspad - Maartje Offers, 1891-1944, zangeres
- Maasstraat
- Madame Curiestraat - Marie Curie, 1867-1934, Nobelprijswinnaar chemie, met haar echtgenoot ontdekker van radium en radioactiviteit
- Madoerastraat - Madoera, eiland van voormalig Nederlands-Indië
- Magda de Haasstraat - Cornelia Magdalena de Haas, 1899-1946, lerares Stedelijk Gymnasium
- Magda Janssenspad - Magda Janssens, 1884-1973, actrice
- Magdalena Moonsstraat - Magdalena Moons, 1541-1613, maîtresse van Francisco de Valdez
- Magnoliadal
- Mahlerstraat - Gustav Mahler, 1860-1911, componist
- Maliebaan - aangelegd 1636
- Mandenmakerssteeg
- Maredijk
- Maredijkhofje
- Maredijksepolderpad
- Marendorpse Dwarsstraat - Maredorp, vroegere naam voor Haarlemmerstraat en omgeving
- Marepoortkade - stadspoort 1627-1864
- Maresingel - singel bij de Mare
- Marga Klompéstraat - Marga Klompé, 1912-1986, politica en eerste vrouwelijke minister
- Margaret Staalstraat - Margaret Staal-Kropholler, 1891-1966, architecte
- Margaretha Simonskade - stichtte in 1398 het Sint Margaretha-Klooster
- Margo Antinkpad - Margo Scharten-Antink, 1869-1957, schrijfster
- Margo Antinkstraat - Margo Scharten-Antink, 1869-1957, schrijfster
- Margrietstraat - Margriet der Nederlanden, 1943, prinses der Nederlanden
- Maria Austriapad - Maria Austria, 1915-1975, fotografe
- Maria Dermoûtpad - Maria Dermoût, 1888-1962, schrijfster
- Maria Gijzenplein - Marie Gijsbertsdr., woonde hier ca. 1600
- Maria Gijzensteeg - Marie Gijsbertsdr., woonde hier ca. 1600, vroeger Bokkensteeg
- Maria Montessoripad - Maria Montessori, 1870-1952, pedagoge
- Maria Rutgersweg - Maria Rutgers-Hoitsema, 1847-1934, voorstander geboortebeperking
- Maria Voskade - Maria Vos, 1824-1906, schilderes
- Marianne van Herwerdenpad - Marie Anne (Marianne) van Herwerden, 1874-1934, lector cytologie
- Marie Boddaertpad - Marie Boddaert, 1844-1914, schrijfster van kinderboeken
- Marie Boddaertstraat - Marie Boddaert, 1844-1914, schrijfster van kinderboeken
- Marie de Lannoystraat - Marie de Lannoy stichtte, met haar man Jean Pesijn, in 1683 het Jan Pesijnhof
- Marie Jungiusstraat - Marie Jungius, 1864-1908, eerste directrice Nationaal Bureau voor Vrouwenarbeid
- Marie van Eijsdenpad - Marie van Eijsden-Vink, 1864-1953, actrice
- Mariënpoelstraat - voormalig klooster te Leiden, 1428-1572
- Marijkestraat - prinses Christina, 1947-2019, prinses der Nederlanden
- Marislaan - Jacob Maris, 1837-1899, Matthijs Maris, 1839-1917 en Willem Maris, 1844-1910, schilders
- Marktsteeg
- Marnixstraat - Filips van Marnix, heer van Sint-Aldegonde, 1540-1598, staatsman en schrijver
- Marowijnepad - Marowijne, rivier in Suriname
- Martin Luther Kingpad - Martin Luther King, 1929-1968, predikant; strijder tegen rassendiscriminatie in Amerika
- Martinus Nijhoffpad, Martinus Nijhoff, 1894-1953, dichter
- Martinus Nijhoffplaats, Martinus Nijhoff, 1894-1953, dichter
- Martinus Nijhoffstraat, Martinus Nijhoff, 1894-1953, dichter
- Mary Beystraat - Mary Servaes-Bey, 1919-1998, De Zangeres zonder Naam
- Mary Zeldenrustweg - Mary Zeldenrust-Noordanus, 1928-1984, voorvechtster seksuele hervorming
- Matilopad - Matilo, voormalig Romeins fort bij de huidige wijk Roomburg
- Matiloweg - Matilo, voormalig Romeins fort bij de huidige wijk Roomburg
- Matthias de Vrieshof - Matthias de Vries, 1820-1892, hoogleraar Nederlandse taal- en letterkunde
- Mauritsstraat - Maurits van Oranje, 1567-1625, prins van Oranje, stadhouder
- Max Planckweg - Max Planck, 1858-1947, natuurkundige
- Max Regerlaan - Max Reger, 1873-1916, componist
- Mecklenburgerstraat - Mecklenburg, familienaam van prins Hendrik, echtgenoot van koningin Wilhelmina
- Medusastraat - Medusa, Nederlands oorlogsschip, 1863
- Meelfabriekplein - Meelfabriek 'De Sleutels'
- Meerburgerkade - Meerburg, voormalige ridderhofstede, tegenwoordig een wijk in Leiden
- Meerburgerstraat - Meerburg, voormalige ridderhofstede, tegenwoordig een wijk in Leiden
- Meerforel - Meerforel, een vis uit de familie zalmen
- Meerhof
- Meermanshof - gesticht door Maerten Meerman en echtgenote Helena Verburg, 1680
- Mees Toxopeüsstraat - Mees Toxopeus, 1886-1974, schipper van reddingsboot
- Meeuwenzijde
- Meidoornstraat
- Meijerskade - Eduard Meijers, 1880-1954, hoogleraar rechtsgeleerdheid
- Meijestraat - Meije, lintdorp in Zuid-Holland
- Meikeverpad
- Meisjespoort[5]
- Melchior Treublaan - Melchior Treub, 1851-1910, hoogleraar plantkunde
- Melissetuin
- Meloenpad
- Meloenstraat
- Mendelssohnkade - Felix Mendelssohn Bartholdy, 1908-1947, componist
- Mendelweg - Gregor Mendel, 1822-1884, bioloog
- Menno ter Braakpad, Menno ter Braak, 1902-1940, schrijver, essayist
- Menno ter Braakplaats, Menno ter Braak, 1902-1940, schrijver, essayist
- Menno ter Braakstraat, Menno ter Braak, 1902-1940, schrijver, essayist
- Mercuriusstraat - Mercurius, Romeinse god van de handel
- Merelstraat
- Merendonk
- Merwedestraat
- Meyerbeerpad - Giacomo Meyerbeer, 1791-1864, componist
- Mezenstraat
- Middelstegracht middelste van de grachten in stadsuitbreiding ca. 1350
- Middelweg - weg tussen grachten van stadsuitbreiding ca. 1300
- Mierennesthofje - RK hofje in 1737 gesticht door Diederik van Leyden
- Mierenpad
- Mies Ruthplaats - Mies Ruth, 1884-1969, directrice Leidse Volkshuis
- Milanenhorst
- Mimi Boesnachstraat - Mimi Boesnach, 1899-1982, actrice
- Mimosaduin
- Mina Krusemanstraat - Mina Kruseman, 1839-1922, feministe en zangeres
- Minervalaan - Minerva, Romeinse godin van de wijsheid
- Minet Storm-van der Chijspad - Mienette van der Chijs, 1814-1895, voorvechtster vrouwenonderwijs
- Minnebroersgracht - klooster, 1445-1572
- Minnestraat - minne- of oudeliedenhuis aan de Kaarsenmakerstraat
- Mirakelsteeg - mirakel van 1315 waarbij brood in steen veranderde om eigenaar te straffen
- Mirtebes
- Moddermanstraat - A.E.J. Modderman, 1838-1895, hoogleraar rechtsgeleerdheid
- Moerbeistraat
- Moessorgskistraat - Modest Moessorgski, 1839-1881, componist
- Molenaarspad
- Molengangtunnel
- Molensteeg
- Molenstraat
- Molentocht
- Molenwerf
- Molenwerfsteeg
- Molenzicht
- Mondlanestraat - Eduardo Mondlane, 1920-1969, verzetsstrijder in Mozambique
- Mondriaantoren - Piet C. Mondriaan, 1872 - 1944, schilder
- Montgomerystraat - Bernard Montgomery, 1887-1976, Brits generaal en veldmaarschalk 1944-1945
- Mooi Japiksteeg
- Morellenweg
- Morgenstertuin
- Moriaansteeg
- Morskade - laaggelegen terrein buiten de stad
- Morslaan - laaggelegen terrein buiten de stad
- Morspad - laaggelegen terrein buiten de stad
- Morssingel - singel bij Morspoort
- Morssingelterrein - singel bij Morspoort
- Morsstraat - laaggelegen terrein buiten de stad
- Morsweg - laaggelegen terrein buiten de stad
- Moskeepad
- Mosroos
- Mosselbank
- Mosterdsteeg (vroeger Botersteeg)
- Mozartstraat Wolfgang Amadeus Mozart, 1756-1791, componist
- Muiderkring - Muiderkring, 17de-eeuws gezelschap dichters en kunstenaars op het Muiderslot
- Muldersstraat - Joannes Hermanus Antonius Mulders, 1919-1944, verzetsman
- Multatuliplein - pseudoniem van Eduard Douwes Dekker, 1820-1887, die in de Max Havelaar misstanden in Nederlands-Indië aan de kaak stelde
- Munnikenstraat - naar voormalig mannenklooster van O.L. Vrouwe van Engelendaal, 1400
- Muplein - de letter mu uit het Griekse alfabet
- Muskadelsteeg
- Musschenbroekstraat - Pieter van Musschenbroek, 1692-1761, natuurkundige
- Mussenplaats
- Muzikantenstraat

### N
- Nachtegaallaan
- Nannie van Wehlstraat 1880-1944, schrijfster van kinderboeken
- Narcissenstraat
- Narmstraat
- Nassaustraat - stamhuis van de Nederlandse koninklijke familie
- Nautilusbank
- Neeltje Lokersepad 1868-1954, voorvechtster rechten ongehuwde moeder
- Neeltje van Zuytbrouckhof - moeder van schilder Rembrandt Harmensz. van Rijn
- Nellie Bodenheimpad 1874-1951, schrijfster van kinderboeken
- Nellie van Kolstraat 1851-1930, schrijfster
- Neptunushaven
- Neptunuskade - Romeinse god van de zee
- Nesciokade - pseudoniem (Latijn voor "Ik weet (het) niet") van Jan Hendrik Frederik Grönloh (1882-1961), een Nederlandse schrijver van neoromantische verhalen in een deels op Multatuli geïnspireerde stijl.
- Newtonweg - Isaac Newton (1642-1727), wis- en natuurkundige
- Nickeriepad - rivier Nickerie in Suriname
- Nico van der Horstpark
- Nicolaas Beetsstraat - Nicolaas Beets (1814-1903), ook bekend onder het pseudoniem Hildebrand, een Nederlandse auteur, dichter, predikant en hoogleraar.
- Niek Engelschmanstraat - Niek Engelschman (1913-1988), oprichter van de N.V.S.H., C.O.C.
- Niels Bohrweg - Niels Bohr, 1885-1962, natuurkundige
- Nienke van Hichtumpad - Nienke van Hichtum (1860-1939), schrijfster van kinderboeken
- Nienke van Hichtumstraat - zie Nienke van Hichtumpad
- Nieuwe Beestenmarkt - veemarkt 1863-1969
- Nieuwe Koningstraat voorheen Koningstraat
- Nieuwe Mare - in 1953 gedempte stroom
- Nieuwe Marnixstraat - Filips van Marnix, heer van Sint-Aldegonde, 1540 - 1598, staatsman en schrijver
- Nieuwe Rijn
- Nieuwe Waardstraat
- Nieuwebrug steeg naar nieuwe brug ca. 1659
- Nieuwenhuizenweg - Nieuwenhuizen - Segaar, eigenaren van de voormalige conservenfabriek de Sleutels
- Nieuwsteeg - in 1388 aangelegde nieuwe verbinding naar het zuiden (Zoeterwoude via de Koepoort)
- Nieuwstraat ca. 1400 gedempte gracht
- Noachstraat - Bernard Machiel Noach, 1881-1977, leraar Nederlands gemeentelijke H.B.S.
- Nonnensteeg - dominicanessenklooster ca. 1447-1572; Academiegebouw vanaf 1581
- Noord Rundersteeg (vroeger Beestenmarkt) - rundermarkt 1578-1616
- Noordeinde
- Noordeindeplein
- Noorderpark
- Noorderplantsoen
- Noorderstraat (vroeger Bolwerkstraat)
- Norremeerstraat, naar het Norremeer, een deel van de Kagerplassen
- Nova-Passage

### O
- Obrechtstraat - Jacob Obrecht, 1457/8-1505, componist
- Octavialaan - Octavia, ca. 69 v.Chr.-11 v.Chr., zuster van keizer Augustus
- Oegstgeesterweg - verbindingsweg met Oegstgeest
- Oesterbank
- Ohmstraat - Georg Ohm, 1789-1854, wis- en natuurkundige, naamgever eenheid van elektrische weerstand
- Oliemolen
- Olieslagerspoort[5]
- Olivabank
- Olmenrode
- Oltmansstraat - Jan Frederik Oltmans, 1806-1854, schrijver
- Omegaplantsoen - de letter omega uit het Griekse alfabet
- Ommedijkseweg - Ommedijksepolder
- Onafhankelijkheidsweg
- Onyxstraat
- Oost Havenstraat
- Oostdwarsgracht
- Oosterdwarsstraat
- Oosterkerkstraat - Oosterkerk, 1898-1977
- Oosterstraat
- Opaalstraat
- Operapad
- Oppenheimstraat - Jacques Oppenheim, 1849-1924, hoogleraar rechtsgeleerdheid
- Oranjeboomstraat - voormalige molen
- Oranjegracht - Willem III van Oranje, stadhouder-koning Willem III
- Oranjerie - voormalig winterverblijf voor planten
- Oranjestraat
- Os en Paardenlaan
- Oude Herengracht - voornaamste straat in stadsuitbreiding, 1644
- Oude Rijn
- Oude Singel - singel rond de stad tot 1611
- Oude Varkenmarkt - de voormalige varkensmarkt 1583-1635
- Oude Vest (gedeelte bij Turfmarkt vroeger Bierkaai) - tot 1611 stadsvest, d.w.z. stadsomwalling
- Oudplein - Pieter Oud, 1886-1969, politicus
- Overrijn
- Ovidiusstraat - Publius Ovidius Naso, 43 v.Chr.-17 n.Chr., Romeins dichter
- Oxfordlaan - Oxford, partnerstad van Leiden

### P
- P.C. Hooftlaan - Pieter Corneliszoon Hooft, 1581-1647, geschiedschrijver en dichter
- P.J. Blokstraat - Petrus Johannes Blok, 1855-1939, hoogleraar geschiedenis
- P.N. van Eyckhof - Pieter Nicolaas van Eyck, 1887-1954, hoogleraar Nederlandse letterkunde
- Paardentramhof - gelegen vanaf de Blauwe tramstraat richting Rijn en Schiekade; tweede zijstraat vanaf de Haagweg
- Paganinistraat - Nicolo Paganini, 1782-1840, componist
- Pagepad
- Pakhuisstraat
- Pakschuitwerf
- Pal Maleterstraat - Pál Maléter, 1917-1958, leider Hongaarse opstand 1956
- Paleizenbaan
- Panagoulispad - Alexandros Panagoulis, 1939-1976, Grieks verzetsstrijder
- Papegaaisbolwerk - voormalig bolwerk
- Papengracht
- Papiermolen
- Paradijssteeg
- Paramaribohof
- Paramaribostraat
- Parelmoervlinder
- Parelstraat
- Park de Put
- Park die Leythe
- Park Hooghkamer
- Park-Roomburg
- Parkstraat
- Parkzicht
- Parmentierweg - Koene Dirk Parmentier, 1904-1948, luchtvaartpionier
- Pascalstraat - Blaise Pascal, 162-1662, naamgever eenheid van druk
- Passiebloem
- Pasteurstraat - Louis Pasteur, 1822-1895, grondlegger bacteriologie
- Patellabank
- Paterstraatje
- Patrijzenhoek
- Paul Krugerstraat - Paul Kruger, 1825-1904, boerenleider, president van de Zuid-Afrikaanse Republiek
- Pauline de Haanstraat - Pauline de Haan-Manifarges, 1872-1954, zangeres
- Paulus Buysstraat - Paulus Buys, 1531-1594, staatsman
- Paviljoenshof
- Paviusstraat - Pieter Pauw, 1564-1617, hoogleraar anatomie
- Pelgrimspoort - het voormalig huis de drie pelgrims[5]
- Pelikaanhof - voormalig bolwerk
- Pelikaanstraat - voormalig bolwerk, vroeger Bakkersteeg)
- Pelmolen
- Peppelrode
- Perenweg
- Pergolesipad - Giovanni Battista Pergolesi, 1710-1736, componist
- Persant Snoepweg - J.J. Persant Snoep, 1877-1959, arts
- Perzikweg
- Pesthuislaan - het 17de-eeuwse pesthuis
- Peter van Anrooystraat - Peter van Anrooy, 1879-1951, componist
- Petronella Moenspad - Petronella Moens, 1762-1843, dichteres
- Petronella Moensweg - Petronella Moens, 1762-1843, dichteres
- Petronella Voûtepad - Petronella Voûte, 1804-1877, directrice opvanghuis voor meisjes
- Petuniadal
- Philipsburgstraat - hoofdplaats van Sint Maarten
- Piet Heinstraat - Piet Hein, 1577-1629, vlootvoogd, die vooral bekendheid verwierf door de verovering van de Zilvervloot
- Piet Paaltjenspad - Francois Haverschmidt, 1835-1894, pseudoniem van dichter
- Pieter Antoniszstraat - Pieter Antoniszoon (eind 16e eeuw), stadstimmerman te Leiden, ontwerper van de bovenbouw van de voormalige stadhuistoren en de toren van de tegenwoordige Lodewijkskerk
- Pieter Bothstraat - Pieter Both, 1568-1615, gouverneur-generaal voormalig Nederlands-Indië
- Pieter de la Courtstraat - Pieter de la Court, 1618-1685, publicist, textielfabrikant
- Pieter Gerritz. van der Speckhof - hofje, door Pieter Gerritse van der Spek gesticht in 1645
- Pieter Huibertsgang - voormalig Pieter Huibertshof
- Pieter van der Aastraat - Pieter van der Aa, 1832-1887, Indonesiëkundige en geograaf[7]
- Pieter Loridanshof - Pieter Loridan, stichter van het in 1655 gebouwde hofje
- Pieter Vreedestraat - Pieter Vreede, 1750-1837, doopsgezinde lakenfabrikant, een van de voormannen van de radicale patriotten en sterk betrokken bij de staatsgreep in januari 1798
- Pieterskerk-Choorsteeg - steeg van de Breestraat naar de koorzijde van de Pieterskerk, ook wel de Korte en de Lange Pieterskerkkoorsteeg
- Pieterskerkgracht
- Pieterskerkhof - noordoostzijde vroeger Bocht van Guinee
- Pieterskerkstraat
- Pioenhof
- Pioenstraat
- Plaatsteeg - als verbastering van Plaatssteeg (steeg naar een open plaats)
- Plantage - op grond van afgebroken stadspoort aangelegd plantsoen, 1876
- Plantagelaan - op grond van afgebroken stadspoort aangelegd plantsoen, 1876
- Plantijnstraat - Plantijn, Antwerps boekdrukkers- en uitgeversgeslacht met filiaal in Leiden
- Plantsoen op bolwerk aangelegd plantsoen, 1835
- Platanenrode
- Platschelpenbank
- Plesmanlaan - Albert Plesman, 1889-1953, pionier burger-luchtvaart
- Pliniuspad - Gaius Plinius de Oudere, ca. 23-79, Romeins schrijver
- Pluimgras
- Poelgeeststraat - kasteel Oud-Poelgeest
- Poelwetering
- Poldermolen
- Polderpad
- Polderpark Cronesteyn - zie Cronesteinkade
- Pomonapad - voormalige fruitkwekerij Pomona (Pomona is de Romeinse godin van de boomvruchten)
- Pompoenweg
- Porceleinvlinder
- Potgieterlaan - Everhardus Johannes Potgieter, 1808-1875, schrijver en dichter
- Pottenbakkersgang
- President Steinstraat - Marthinus Theunis Steyn, 1857-1916, president Oranje Vrijstaat
- Pretoriusstraat - Marthinus Wessel Pretorius (1819-1901), boerenleider, eerste staatspresident van de Zuid-Afrikaansche Republiek (Transvaal) en de derde staatspresident van de Oranje Vrijstaat
- Primuladuin
- Prins Clauspad - Claus van Amsberg, 1926-2002, Prins der Nederlanden, echtgenoot van koningin Beatrix
- Prins Clausweg - Claus van Amsberg, 1926-2002, Prins der Nederlanden, echtgenoot van koningin Beatrix
- Prins Frederikstraat - Frederik der Nederlanden, 1797-1881, Prins der Nederlanden
- Prins Hendrikplein - Hendrik van Mecklenburg-Schwerin, 1876-1934, Hertog van Mecklenburg-Schwerin, Prins der Nederlanden, echtgenoot van koningin Wilhelmina
- Prins Hendrikstraat - Hendrik van Mecklenburg-Schwerin, 1876-1934, Hertog van Mecklenburg-Schwerin, Prins der Nederlanden, echtgenoot van koningin Wilhelmina
- Prinsenstraat - Prins Willem van Oranje-Nassau, 1840-1879
- Prinses Wilhelminastraat - Wilhelmina der Nederlanden, 1880-1962, latere koningin Wilhelmina
- Prinsessekade - Juliana der Nederlanden, latere koningin Juliana, 1909-2004
- Professorenpad
- Punterwerf
- Purcellstraat - Henry Purcell, 1658-1695, componist
- Purperforel
- Purperwier
- Putterplaats

### R
- Raamsteeg - voormalig stadsraamland, stuk land waarop textiel te drogen werd gelegd
- Raamstraat - voormalig stadsraamland, stuk land waarop textiel te drogen werd gelegd
- Rapenburg
- Ravelstraat - Maurice Ravel, 1895-1937, componist
- Ravenhorst
- Ravenpad
- Regenboogforel
- Regenboogpad
- Reggepad - rivier de Regge in Overijssel
- Reigerhorst
- Reigerpad
- Reina Prinsen Geerligspad - Reina Prinsen Geerligs, 1922-1943, verzetsvrouw
- Reineveststeeg
- Reitzstraat - Francis William Reitz, 1844-1934, boerenleider, president van Oranje Vrijstaat
- Reizigersstraat
- Rembrandtpark - Rembrandt van Rijn, 1606-1669, schilder
- Rembrandtplaats - Rembrandt van Rijn, 1606-1669, geboren en opgegroeid in deze omgeving
- Rembrandtstraat - Rembrandt van Rijn, 1606-1669, schilder
- Resedastraat
- Reuvensplaats - Caspar Reuvens, 1793-1835, archeoloog
- Rhijnhofweg - voormalig buiten, sedert 1910 begraafplaats
- Rhijnvreugd
- Richard Holstraat – Richard Hol, 1825-1914, componist
- Ridderspoortuin
- Ridderspoortunnel
- Rie Cramerlaan - Rie Cramer, 1887-1977, illustratrice
- Rietgorspad
- Rietveldpad - Gerrit Rietveld, 1888-1964, architect en meubelontwerper, lid van De Stijl
- Riffelarij - Meelfabriek 'De Sleutels'
- Rigolettohof - Rigoletto, opera van Verdi, 1851
- Rijksweg 11
- Rijksweg A4
- Rijksweg A44
- Rijn en Schiekade
- Rijndijk
- Rijndijkstraat
- Rijnkade
- Rijnoever
- Rijnsburgersingel
- Rijnsburgerweg
- Rijnstraat
- Rijnstroomstraat
- Rijnzichtstraat - zwembad in het Galgewater, 1856-1907
- Ringkade - voormalige Ringsloot
- Rivierforel
- Robert Kochplaats - Robert Koch, 1843-1910, bacterioloog, ontdekker van tubercelose- en cholerabacillen
- Robijnhof
- Robijnstraat
- Roekenpad
- Roekenplaats
- Roemer Visscherstraat - Roemer Visscher, 1547-1620, dichter en koopman
- Roggebroodshof
- Rogier van Otterloopad - Rogier van Otterloo, 1941-1988, componist en dirigent
- Rollemanstraat
- Romeroplein - Óscar Romero, 1919-1989, aartsbisschop van San Salvador; strijder voor mensenrechten
- Ronner-Knipstraat - Henriëtte Knip, 1821-1909, schilderes
- Ronnie Biermanpad - Ronny Bierman, 1938-1984, actrice en zangeres
- Roodborststraat
- Roodenburgerstraat - voormalig kasteel
- Roomburgereiland - Roomburgerpolder
- Roomburgerlaan - Roomburgerpolder
- Roomburgerpad - Roomburgerpolder
- Roomburgerweg - Roomburgerpolder
- Rooseveltstraat - Theodore Roosevelt, 1858-1919, president van de Verenigde Staten
- Rosa de Werdstraat - Rosa de Werd, 1894-1987, spraakpedagoge
- Rosa Manusstraat - Rosa Manus, 1881-1942, feministe en publiciste
- Rosa Spierstraat - Rosa Spier, 1891-1967, harpiste
- Rosalind Franklinpad - Rosalind Franklin, 1920-1958, scheikundige
- Rosenburch
- Rosmolen
- Rossinistraat - Gioachino Rossini, 1792-1868, componist
- Rousselpad - Albert Roussel, 1869-1937, componist
- Rozenkwartsstraat
- Rozenpad
- Ruime Consciëntiestraat zie Consciëntieplein
- Rupsenpad

### S
- Sabastraat - eiland Saba van de Nederlandse Antillen
- Saffierstraat
- Saffraantuin
- Salomonsteeg - Salomonstempel van Philips van Leyden, 1382
- Salvador Allendeplein - Salvador Allende, 1908-1973, president van Chili, tijdens militaire staatsgreep vermoord
- Sint Salvatorshof - hofje gesticht in 1625
- Sam van Houtenplein - Samuel van Houten, 1837-1930, politicus
- Samuel de Zee's hof - Samuel de Zee, 1654-1724, stichter hof 1724
- Sandifortdreef - Eduard Sandifort, 1742-1814, hoogleraar anatomie en chirurgie en Gerard Sandifort, 1779-1848, hoogleraar ontleedkunde
- Sara de Bronovoplein - Sara Katharina de Bronovo, 1817-1887, mede-oprichtster Diaconessenhuis Den Haag
- Sara Knipscheerstraat - Sara Antoinetta Theodora Goudswaard-Knipscheer, 1894-1979, Leids raadslid
- Sara Trooststraat - Sara Troost, 1731-1803, schilderes
- Satijnvlinder
- Scarlattistraat - Alessandro Scarlatti, 1660-1725, en zijn zoon Domenico Scarlatti, 1685-1757, componisten
- Schachtenhof - Anthonis Jacobszoon van der Schacht stichtte in 1664 het in 1671 gebouwde hofje
- Schaduwpad
- Schaepmanplein - Herman Schaepman, 1844-1903, politicus
- Schagensteeg - Middeleeuws klooster
- Schapenbelpoort - de in de poort hangende bel voor de voormalige schapenmarkt[5]
- Schapensteeg - veemarktterrein tot 1616
- Schapenwei - voormalig slachthuis, 1903-2000
- Scharensliepstraat
- Scharlakenbes
- Scheepmakerssteeg
- Scheepswerf
- Schelpenkade - oorspronkelijk door schelpen verhard pad
- Scheringstraat - vroegere textielindustrie
- Schermerhornpad - Wim Schermerhorn, 1894-1977, politicus
- Schimmelpenninckstraat - Rutger Jan Schimmelpenninck, 1761-1825, raadpensionaris van de Bataafse Republiek
- Schimmelstraat - Hendrik Jan Schimmel, 1823-1906, schrijver
- Schipholweg
- Schoenerwal
- Schokkerwerf
- Scholtenstraat - Paul Scholten, 1875-1945, hoogleraar rechtsgeleerdheid
- Schoolmeesterpad - De Schoolmeester, pseudoniem van Gerrit van de Linde Jansz., 1808-1858, dichter
- Schoolsteeg - Latijnse School
- Schouwenhove
- Schouwenwerf
- Schrijverkenspad
- Schubertlaan - Franz Schubert, 1797-1828, componist
- Schubertplein - Franz Schubert, 1797-1828, componist
- Schutterstraat
- Schuttersveld - voormalig oefenterrein voor schutterij en garnizoen
- Scilladuin
- Sebastiaansdoelen - St Sebastiaan patroonheilige van de boogschutters, schuttersdoelen 1477-1733
- Segaarstraat - Paulus Segaar, 1915-1945, verzetsman
- Seinpaalstraat - voormalig station Heerensingel, 1912-1936
- Sellegerplein - Johanna Madeleine Selleger-Elout, 1875-1957, jeugdschrijver
- Semmelweisstraat - Ignaz Semmelweis, 1818-1865, arts, bestrijder kraamvrouwenkoorts
- Senaatstraat - senaat, Romeins regeringscollege
- Senecastraat - Lucius Annaeus Seneca, ca. 4 v.Chr.-65 n.Chr., Romeins wijsgeer
- Seperator - Meelfabriek 'De Sleutels'
- Seringenstraat
- Sibeliusstraat - Jean Sibelius, 1865-1957, componist
- Sieboldstraat - Philippe Franz Balthasar von Siebold, 1796-1866, japanoloog, directeur Rijksmuseum Natuurlijke Historie
- Sigmaplantsoen - de letter sigma uit het Griekse alfabet
- Sijthoffstraat - drukkerij en uitgeverij te Leiden, sedert 1851
- Silo - Meelfabriek 'De Sleutels'
- Simon Stevinpad - Simon Stevin, 1548-1620, ingenieur, wiskundige
- Simon Vestdijkpad - Simon Vestdijk, 1898-1971, schrijver
- Simontjespad - Broek- en Simontjespolder
- Simontjestunnel
- Sint Aagtenstraat - tot de stadsuitleg van 1611 lag hier de Sint Aagtenlaan - het Middeleeuws klooster genaamd naar de heilige Agatha van Sicilië
- Sint Anna Aalmoeshuis - RK hofje, gesticht in 1492
- Sint Annahof of Joostenpoort, RK hofje, gesticht in 1503[5]
- Sint Eustatiusstraat - Sint Eustatius, eiland van de Nederlandse Antillen
- Sint Jacobsgracht - St. Jacobsgasthuis
- Sint Jacobs- of Crayenboschhof - RK hofje, gesticht in 1672
- Sint Janshof - RK hofje, gesticht in 1504
- Sint Jorissteeg - St. Jorisdoelen, afgebroken 1426
- Sint Maartenstraat - Sint Maarten, eiland van de Nederlandse Antillen
- Sint Pancrassteeg - Sint Pancratius, naamgever St. Pancras- of Hooglandsekerk
- Sint Ursulasteeg - middeleeuws klooster
- Sionshof - Sionshof, gesticht in 1480
- Sionsteeg - naar Sionshof, gesticht in 1480, sedert 1668 hier gevestigd
- Sis Heijsterpad - Sis Heijster, 1909-1982, psychologe
- Sjahrirstraat - Soetan Sjahrir, 1909-1966, Indonesisch vrijheidsstrijder
- Skûtsjeswerf
- Slaaghsloot - De Slaagh, eeuwenoude boerderij, vervangen in 1940, nu een medisch dagverblijf
- Slachthuislaan - voormalig slachthuis, 1903-2000
- Slauerhoffpad - Jan Jacob Slauerhoff, 1898-1939, dichter
- Sleedoorntuin
- Sleutelbloem
- Sliksteeg
- Sloepenwal
- Sluisstraat
- Smaragdlaan
- Smederijstraat - voormalige metaalnijverheid alhier
- Smellekenhorst
- Smétanastraat - Bedřich Smetana, 1824-1884, componist
- Smidssteeg - voormalige stedelijke smederij
- Sneeuwbes
- Snelliusplaats - Rudolph Snellius, 1546-1613 en Willebrord Snellius, 1580-1626, wiskundigen
- Snippenhoek
- Snippenpad
- Snoekforel
- Snouck Hurgronjestraat - Christiaan Snouck Hurgronje, 1857-1936, hoogleraar Arabische talen
- Soembastraat - Soemba, eiland van voormalig Nederlands-Indië
- Soestdijkkade - Paleis Soestdijk, voormalig paleis te Baarn
- Sonatepad
- Sonia Gaskellstraat - Sonia Gaskell, 1904-1974, balletpedagoge
- Sophiahof - Sophia van Württemberg, 1818-1877, prinses van Württemberg, koningin der Nederlanden, eerste echtgenote van koning Willem III
- Sophiastraat - Sophia van Württemberg, 1818-1877, prinses van Württemberg, koningin der Nederlanden, eerste echtgenote van koning Willem III
- Spaarnestraat - het Spaarne, de waterloop van Haarlem naar Spaarndam
- Sparrenrode
- Sperwerhorst
- Sperwerpad
- Spiegelkarper
- Spieghelstraat - Hendrik Laurensz. Spiegel, 1549-1612, dichter en koopman
- Spijkerboorsteeg
- Spilsteeg
- Spinelstraat
- Spoelstraat - vroegere textielindustrie
- Spoorbloem
- Spoorlaan - voormalig station Heerensingel, 1912-1936
- Spoorweghavenpad - voormalige spoorweghaven
- Sportpark-de Vliet
- Sportpark-Noord
- Spreeuwenplaats
- Springerpad - Leonard Springer, 1855-1940, landschapsarchitect
- Staalwijkstraat - genoemd landhuis Staalwijk, gesloopt in de 19e eeuw
- Stadhouderslaan
- Stadhuisplein
- Stadsmolensluis
- Stadspolderpad
- Stadspolderweg
- Stadzicht
- Stalpaerthof - Daniël Stalpaert, 1615-1676, stadsarchitect van Amsterdam, leider van de bouw van het Paleis op de Dam
- Stan Kentonstraat - Stan Kenton, 1911-1979, orkestleider
- Standerdmolen
- Staringkade - Anthony Christiaan Winand Staring, 1767-1840, dichter
- Stationsplein
- Stationspleintunnel
- Stationsweg
- Staverse jolwerf
- Stedenspelstraat - evenement in voormalige Groenoordhallen
- Steenloperspad
- Steenschuur - eerste vermelding in de veertiende eeuw. Waarschijnlijk de plek waar (bak)steen werd opgeslagen en/of geproduceerd[8]
- Steenstraat - oorspronkelijk door steen verharde weg
- Stekelzegge
- Stellingmolen
- Steneveltpark - laat-middeleeuws kasteel Stenevelt
- Sterrenschanstunnel
- Sterrenwachtlaan - de Sterrewacht, vroeger Blauwesteeg
- Sterzegge
- Steve Bikostraat - Steve Biko, 1946-1977, strijder tegen apartheid in Zuid-Afrika
- Stevensbloem
- Stevenshof - gesticht in 1487
- Stevenshofdreef
- Stevenspark
- Stieltjesstraat - Thomas Joannes Stieltjes jr., 1856-1894, hoogleraar wiskunde
- Stille Mare
- Stille Rijn
- Stoelenmatterstraat
- Stokroos
- Stoomtramhof - gelegen vanaf de Blauwe Tramstraat richting Rijn en Schiekade; eerste zijstraat vanaf de Haagweg
- Storm Buysingstraat - Duco Johannes Storm Buysing, 1802-1870, waterbouwkundige
- Strandschelpenbank
- Strausspad - Richard Strauss, 1864-1949, componist
- Strawinskypad - Igor Strawinsky, 1882-1971, componist
- Strobloem
- Struikheide
- Stuwstraat
- Stuyvesanthof - Petrus Stuyvesant, 1592-1672, directeur-generaal van Nieuw Nederland
- Sumatrastraat - het eiland Sumatra, voormalig Nederlands-Indië
- Surinamestraat - Suriname
- Suringarstraat - Willem Frederik Reinier Suringar, 1832-1898, hoogleraar plantkunde, directeur Herbarium
- Suze Baarthof - Suze Baart, 1889-1972, eerste vrouwelijk raadslid Leiden (1919)
- Suze Groenewegplein - Suze Groeneweg, 1875-1940, eerste vrouwelijke Tweede Kamerlid (1918)
- Suze Robertsonstraat - Suze Robertson, 1855-1922, schilderes
- Swammerdampad - Jan Swammerdam, 1637-1680, medisch-biologisch onderzoeker
- Sweelincklaan - Jan Pieterszoon Sweelinck, 1562-1621, componist
- Sylviusweg - Franciscus de le Boë Sylvius, 1614-1672, hoogleraar medicijnen

### T
- 't Joppepad
- Tacitusstraat - Publius Cornelius Tacitus, ca. 50-116, Romeins geschiedschrijver
- Takwier
- Tamboerpad - tamboer van de schutterij
- Tandkarper
- Taptadestraat - evenement in voormalige Groenoordhallen
- Tasmanstraat - Abel Janszoon Tasman, 1603-1659, zeevaarder en ontdekkingsreiziger
- Telderskade - Ben Telders, 1903-1945, hoogleraar volkenrecht, verzetsman
- Temminckstraat - Coenraad Jacob Temminck, 1778-1858, zoöloog, directeur Rijksmuseum van Natuurlijke Historie
- Ten Katestraat - Jan Jakob Lodewijk ten Kate, 1819-1888, dominee-dichter
- Ter Haarkade - Bernard ter Haar, 1806-1880, predikant en dichter
- Ter Haarplein - Bernard ter Haar, 1806-1880, predikant en dichter
- Tesselschadestraat - Maria Tesselschade Roemers Visscher, 1594-1649, dichteres
- Teunisbloem
- Tevelingshofje - stichters Jacob en Charles Tevel, 1655
- Theda Mansholtstraat - Theda Mansholt, 1879-1956, voorvechtster landbouwhuishoudonderwijs
- Theo Mann-Bouwmeesterstraat - Theo Mann-Bouwmeester, 1850-1939, actrice
- Thérèse Schwartzestraat - Thérèse Schwartze, 1851-1918, schilderes
- Theresiastraat - derde naam van koningin Emma
- Thorbeckestraat - Johan Rudolf Thorbecke, 1798-1872, staatsman
- Tiberiusstraat - Tiberius, 42 v.Chr.- 37 n.Chr., Romeins keizer
- Tiboel Siegenbeekstraat - Daniël Tieboel Siegenbeek, 1806-1866, burgemeester van Leiden 1858-1866
- Tieleman en Drosweg - eigenaren van de voormalige conservenfabriek Tieleman & Dros
- Tijgeroogstraat
- Timorstraat - Timor, eiland van voormalig Nederlands-Indië
- Tine Tammespad - Tine Tammes, 1871-1947, hoogleraar erfelijkheidsleer
- Tine van Dethstraat - Tine van Deth, 1899-1980, verzetsstrijdster
- Titus Brandsmalaan - Titus Brandsma, 1881-1942, priester, verzetsman
- Tjalkenwerf
- Tjotterwerf
- Toermalijnstraat
- Tollensstraat - Hendrik Tollens, 1780-1856, dichter
- Tomatenstraat - groenteveiling, hier gevestigd 1930-1988
- Tommy Dorseykade - Tommy Dorsey, 1905-1956, orkestleider
- Top Naeffstraat - top Naeff, 1878-1953, schrijfster
- Topaaslaan
- Torenbes
- Torenmolen
- Toscaninilaan - Arturo Toscanini, 1867-1957, dirigent
- Toussaintkade - Geertruida Bosboom-Toussaint, 1812-1886, schrijfster
- Touwslagersgang
- Trambaan - tracé trambaan naar Wassenaar
- Transvaalhof - Transvaal, voormalige onafhankelijke staat in Zuid-Afrika
- Transvaalkade - Transvaal, voormalige onafhankelijke staat in Zuid-Afrika
- Trekschuithof - gelegen vanaf de Blauwe Tramstraat richting Rijn en Schiekade; derde zijstraat vanaf de Haagweg
- Trekschuitpad - gelegen tussen de Blauwe Tramstraat en de Rijn en Schiekade
- Trekvaartplein
- Trekvlietpad
- Trekvliettunnel
- Trien Semlerstraat - Trien Semler, 1900-1979, verzetsvrouw
- Trix Terwindtstraat - Trix Terwindt, 1911-1987, verzetsvrouw
- Troelstraplein - Pieter Jelles Troelstra, 1860-1930, politicus, mede-oprichter SDAP
- Trompstraat - Maarten Harpertszoon Tromp, 1598-1653, en Cornelis Tromp, 1629-1691, admiraals
- Truus Schröderpad - Truus Schröder, 1889-1985, interieurarchitecte
- Truus Smuldersstraat - Truus Smulders-Beliën, 1902-1966, eerste vrolijke burgemeester in Nederland
- Truus van Lierpad - Truus van Lier, 1921-1943, verzetsvrouw
- Truus Wijsmullerpad - Truus Wijsmuller-Meijer, 1896-1978, verzetsvrouw
- Truus Wijsmullertunnel - Truus Wijsmuller-Meijer, 1896-1978, verzetsvrouw
- Tsjaikowskikade - Pjotr Iljitsj Tsjaikowski, 1840-1893, componist
- Tuinbank
- Tuinderijpad - voormalige tuinderij
- Tuinpad
- Tulpenstraat
- Tunicaduin
- Tureluurpad
- Turfmarkt
- Turkooislaan
- Tweelingstraat

### U
- Uhlenbeckkade - Christianus Cornelis Uhlenbeck, 1866-1951, hoogleraar Oudgermaanse talen en vergelijkende taalwetenschap
- Uilenhorst
- Uilenpad
- Uiterstegracht - laatste gracht stadsuitbreiding ca. 1350
- Utrechtse Jaagpad - het jaagpad van Leiden naar Utrecht langs de Oude Rijn
- Utrechtse Veer - het vertrekpunt van de verbinding per trekschuit van Leiden naar Utrecht over de Oude Rijn

### V
- Vaartkade - Haarlemmertrekvaart
- Vaartstraat - zie Vaartkade
- Valdezstraat - Francisco de Valdez, 1522-ca. 1580, Spaans bevelhebber tijdens Leids beleg
- Valeriusstraat - Adriaan Valerius, ca. 1570-1625, dichter
- Valkenburgseweg - uitvalsweg richting Valkenburg
- Valkenhof
- Valkenhorst
- Valkenpad
- Valkensteeg
- Van Assendelftshof - Bartholomeus Willemsz. van Assendelft, 1561-1618, stichter van het in 1681 gebouwde hofje
- Van Baerlestraat - Caspar van Baerle, 1584-1648, geleerde en dichter
- Van Banchemhof - Jan Jacobszoon van Banchem, ca. 1581-1638), stadsarchitect van Leiden en bouwer van de Rijnsburgerpoort (1631)
- Van Bemmelenstraat - Jacob Maarten van Bemmelen, 1830-1911, hoogleraar scheikunde
- Van Beuningenlaan - Koenraad van Beuningen, 1622-1693, staatsman
- Van Blankenburgstraat - Quirinus van Blankenburg, 1654-1739, componist
- Van de Sande Bakhuyzenlaan - Hendricus Gerardus van de Sande Bakhuyzen, 1838-1923, hoogleraar sterrenkunde
- Van den Brandelerkade - Willem Cornelis van den Brandeler, 1817-1880, burgemeester van Leiden 1866-1880
- Van der Blom-Vijlbriefhof - Cobi van der Blom-Vijlbrief, 1901-1981, draagster erepenning gemeente Leiden, raadslid
- Van der Blom-Vijlbriefstraat - Cobi van der Blom-Vijlbrief, 1901-1981, draagster erepenning gemeente Leiden, raadslid
- Van der Duynstraat - graaf Frans Adam van der Duyn van Maasdam, 1771-1848, staatsman, lid van het Driemanschap in 1813
- Van der Helmlaan - Willem Leendert van der Helm, 1625-1675, stadsarchitect van Leiden, bouwer van de Wittepoort, Koepoort, Marepoort, Zijlpoort, Morspoort en Hogewoerdspoort
- Van der Hoevenstraat - Jan van der Hoeven, 1801-1868, hoogleraar zoölogie, geologie
- Van der Lubbehof - Marinus van der Lubbe, 1909-1934, Leids politiek activist en nazi-slachtoffer
- Van der Paauwkade - Salomon van der Paauw, 1794-1869, stadsarchitect en eerste directeur gasfabriek
- Van der Sterrepad - Pieter van der Sterre, 1915-1978, architect
- Van der Tasstraat - firma J. van der Tas en Zn., bouwer van de huizen in deze straat ca. 1884
- Van der Waalsplein - Johannes Diderik van der Waals, 1837-1923, hoogleraar natuurkunde en Nobelprijswinnaar
- Van der Waalsstraat - zie Van der Waalsplein
- Van der Werffpark - Pieter Adriaansz. van der Werff, 1529-1603, burgemeester tijdens Leids beleg
- Van der Werffstraat - zie Van der Werffpark
- Van Eijsingapark - jhr.mr. Willem Jan Mari van Eysinga, 1878-1961, hoogleraar volkenrecht
- Van Galenstraat - Jan van Galen, 1604-1653, vlootvoogd van de Republiek der Zeven Verenigde Nederlanden
- Van Heussenstraat - eigenaren kasteel Steenevelt 1641-1722
- Van Hillepad - C.M. (To) van Hille-Gaerthé, 1881-1958, schrijfster
- Van Hogendorpstraat - Gijsbert Karel graaf van Hogendorp, 1762-1834, staatsman, in 1813 lid van het Driemanschap
- Van Ledenberchstraat - - Gillis van Ledenberch, 1548-1618, medestander Van Oldenbarnevelt
- Van Lennepstraat - Jacob van Lennep, 1802-1868, romanschrijver
- Van Limburg Stirumstraat - Leopold graaf van Limburg Stirum, 1758-1840, staatsman, in 1813 lid van het Driemanschap
- Van Oldenbarneveltstraat - Johan van Oldenbarnevelt, 1547-1619, raadspensionaris van Holland
- Van Randwijkstraat - H.M. van Randwijk, 1909-1966, verzetsman
- Van Ravelingenstraat - Frans van Ravelingen, 1539-1597, boekdrukker en uitgever in Leiden
- Van Riebeeckhof - Jan van Riebeeck, 1618-1677, stichter van de Kaapkolonie
- Van Rijsselpad - Th.G. van Rijssel, 1917-1994, hoogleraar pathologie
- Van 's-Gravensandestraat - Arent Arentszoon van 's-Gravensande, ca. 1600-1662, stadsarchitect van Leiden van 1638-1654, bouwer van het tegenwoordige Museum De Lakenhal en van de Marekerk
- Van Slingelandtlaan - Simon van Slingelandt, 1664-1736, vanaf 1727 tot zijn dood raadpensionaris van Holland
- Van Speykstraat - Jan Carel Josephus van Speyk, 1802-1831, blaast in Antwerpen zijn boot op tijdens Belgische Opstand
- Van Swietenstraat - Gerard van Swieten, 1700-1772, medicus, assistent van Boerhaave, lijfarts Keizerin Maria Theresia.
- Van 't Hoffstraat - Jacobus van 't Hoff, 1852-1911, hoogleraar scheikunde, Nobelprijswinnaar
- Van Toornvlietstraat - eigenaren kasteel Steenevelt 1544-1641
- Van Vollenhovenkade - Cornelis van Vollenhoven, 1874-1933, hoogleraar rechtsgeleerdheid
- Van Vollenhovenplein - zie Van Vollenhovenkade
- Van Waverenweg - M.H. van Waveren, 1866-1935, begunstiger Leidse Hout
- Van Wijkplaats - Nicolaas van Wijk, 1880-1941, hoogleraar Baltische en Slavische talen
- Van Winden-eiland - familie van Winden, veehouders ter plaatse 1919-1986
- Vederwier - Bryopsis plumosa is een groenwier
- Veehalstraat - functie voormalige Groenoordhallen
- Veenbes - Veenbes
- Veerhuis
- Veerpolderpad
- Veerstraat
- Veilingkade - naar groenteveiling, 1930-1988
- Veldenpoort - naar bij kruitramp verdwenen Veldensteeg[5]
- Veldschanstunnel
- Veluwemeerlaan
- Vendelstraat - schuttersvendel
- Vennemeerstraat, het Vennemeer, een veenplas ten noorden van Leiden
- Venterstraat
- Venusstraat - Venus, Romeinse godin van de liefde en de schoonheid
- Vera Bondamstraat - Vera Bondam, 1895-1982, actrice
- Verbeekstraat - Rogier Diederik Marius Verbeek, 1845-1926, geoloog en mijningenieur
- Verbeektunnel - zie Verbeekstraat
- Verdamstraat - Jacob Verdam, 1845-1919, hoogleraar Nederlandse taal- en letterkunde
- Verdistraat - Giuseppe Verdi, 1813-1901, componist
- Verfmolen
- Vergeet-mij-nietstraat - Vergeet-mij-nietje
- Vergiliusstraat - Publius Vergilius Maro, ca. 70 v.Chr.-19 v.Chr., Romeins dichter
- Verhaartpad - Professor W.J.C. Verhaart, 1899-1983, hoogleraar neuro-anatomie
- Versijdenstraat - eigenaren kasteel Steenevelt, 1722-1806
- Ververstraat
- Ververstraatplein
- Vestestraat - stadsvest tot 1659
- Vestwal
- Victoria Regiapad - Victoria amazonica (synoniem: Victoria regia)
- Vicuspad - nederzetting bij een Romeins fort
- Vierlinghlaan - Andries Vierlingh, 1507-1579, waterbouwkundige
- Vijf Meilaan - bevrijdingsdatum Duitse bezetting 1940-1945
- Vijf Meiplein - bevrijdingsdatum Duitse bezetting 1940-1945
- Vingboonshof - Philips Vingboons, 1607-1678, bouwmeester, bouwer van grachtenhuizen te Amsterdam en het voormalige hoofdkantoor van De Nederlandsche Bank, thans het Allard Pierson Museum
- Vinkenstraat
- Vinkweg
- Violaduin
- Viottapad - Henri Viotta, 1848-1933, en Joannes Josephus Viotta, 1814-1859, componisten
- Virulypad - Adriaan Viruly, 1905-1986, vliegenier
- Vismarkt
- Visserspad
- Vitruviusstraat - Vitruvius, ca. 85 v.Chr.-20 v.Chr., Romeins schrijver over bouwkunst
- Vivaldistraat - Antonio Vivaldi, ca. 1678-1741, componist
- Vliervlinder
- Vliet
- Vlietpark
- Vlietweg
- Vliststraat
- Vollebregtshof
- Vollersgracht - locatie van vollerijen in stadsuitbreiding 1611
- Volmolengracht - in 1591 voorgeschreven locatie voor vollerijen
- Voltastraat - Alessandro Volta, 1745-1827, naamgever eenheid van elektrische spanning
- Vondellaan - Joost van den Vondel, 1587-1679, dichter
- Voorjaarszegge
- Voorschoterweg
- Voorschoterwegtunnel
- Voorstraat
- Vossebes
- Vossemeerlaan
- Vossiusplein - Gerardus Vossius, 1577-1649, klassiek filoloog
- Voszegge
- Vreewijkstraat - de buitenplaats Huize Vreewijk, tot 1903 Dwarsstraat
- Vrijheidslaan - bevrijding Duitse bezetting 1940-1945
- Vrouwenkerkhof - naar Vrouwekerk, 14de eeuw -1820
- Vrouwenkerkkoorstraat - zie Vrouwenkerkhof, vroeger Brandewijnsteeg
- Vrouwenkerksteeg - zie Vrouwenkerkhof
- Vrouwensteeg - zie Vrouwenkerkhof
- Vrouwenweg
- Vulcanusstraat - Vulcanus, Romeinse god van het vuur
- Vuurbloem

### W
- W.F. Hermanshof - Willem Frederik Hermans, 1921-1995, schrijver
- Waardgracht - waard: oude naam voor een vlak landschap in een rivierengebied
- Waardkerkplein - Waard- of Loodskerk, 1663-1898
- Waardkerksteeg - Waard- of Loodskerk, 1663-1898
- Waardstraat - waard: oude naam voor een vlak landschap in een rivierengebied
- Wagnerplein - Richard Wagner, 1813-1883, componist
- Waldeck Pyrmontstraat - Waldeck-Pyrmont, familienaam van koningin Emma
- Walraven van Hallstraat - Walraven van Hall, 1906-1945, verzetsman
- Warmoeziershof - vroegere groentetuinen
- Warmonderweg
- Wassenaarseweg
- Wasstraat - François Was, 1846-1903, burgemeester van Leiden 1894-1903
- Watergeuzenstraat - Watergeuzen
- Watermolen
- Watersteeg
- Wattstraat - James Watt, 1736-1819, naamgever eenheid van elektrisch vermogen
- Weddesteeg - een al voor 1574 gedempt paardenwed, dat hier langs de steeg liep
- Weegbreetuin
- Weeshuishof - het RK Wees- en Oudeliedenhuis, 1809-1989
- Weidehof
- Weigeliadal
- Wervepad
- West Havenstraat
- West-Indiëbaan
- Westlanderwerf
- Wevershof
- Wiardi Beckmanstraat - Herman Bernard Wiardi Beckman, 1904-1945, verzetsman
- Wiekelhorst
- Wiekelpad
- Wielmakersteeg
- Wierickestraat - Wiericke, kanaal van de Oude Rijn naar de Hollandsche IJssel
- Wijnbes
- Wilgenrode
- Wilhelmina Bladergroenweg - Wilhelmina Bladergroen, 1908-1983, hoogleraar orthopedagogiek
- Wilhelmina Schweickhardtplein - Katharina Wilhelmina Schweickhardt, 1777-1830, dichteres
- Wilhelmuspad - Wilhelmus, Nederlandse Volkslied
- Willem Barentszstraat - Willem Barentsz, ca. 1550-1597, ontdekkingsreiziger; overwinterde op Nova Zembla
- Willem de Zwijgerlaan - prins Willem van Oranje, 1533-1584
- Willem Dreeslaan - Willem Drees, 1886-1988, politicus
- Willem Klooslaan - Willem Kloos, 1859-1938, dichter
- Willem Pijperstraat - Willem Pijper, 1894-1947, componist
- Willem van der Madeweg - 14de-eeuws eigenaar van huis Meerburg
- Willemijn Posthumuspad - Willemijn Posthumus-van der Goot, 1897-1989, publiciste en feministe
- Willemshof
- Willemstraat - voornaam van prinsen en koningen van het Huis Oranje-Nassau
- William Brewstersteeg - William Brewster, ca. 1566-1644, leider Pilgrim Fathers
- Wintervlinder
- Witte Rozenstraat
- Witte Singel - waarschijnlijk het voormalige klooster van de Witte Nonnen aan het Rapenburg.
- Wollegras
- Wolmaransstraat - Andries Daniël Wynand Wolmarans, 1857-1928, Zuid-Afrikaans politicus en kerkleider van de Nederduitsch Hervormde Kerk.
- Wolsteeg
- Woudbes
- Wulkenbank

### Y
- Ypenburgbocht - het Haagse Vliegveld Ypenburg, 1936-1991

### Z
- Zaagjesbank
- Zaalbergweg - de aardewerkfabriek opgericht door Herman Zaalberg sr. in 1918 in Zoeterwoude
- Zaalsportstraat - een van de functies van de voormalige Groenoordhallen
- Zaanstraat
- Zakpoort[5]
- Zalmforel - de vissensoort zalmforel, een gekweekte regenboogforel
- Zamenhofstraat - Lejzer Zamenhof, 1859-1917, grondlegger van het Esperanto
- Zandstraat
- Zandzegge - Zandzegge (Carex arenaria), vaste plant uit de cypergrassenfamilie (Cyperaceae)
- Zeeforel - de vissensoort zeeforel
- Zeemanlaan - Pieter Zeeman, 1865-1943, een Nederlands natuurkundige en Nobelprijswinnaar
- Zeewier - de algengroep zeewier
- Zegersteeg
- Zernikedreef - Frits Zernike, 1888-1966, een Nederlands natuurkundige en Nobelprijswinnaar
- Zijdevlinder - de vlindersoort zijdevlinder
- Zijldonk - de rivier de Zijl (zie ook donk)
- Zijleiland - zie Zijldonk
- Zijloever - zie Zijldonk
- Zijloeverpad - zie Zijldonk
- Zijlplaats - zie Zijldonk
- Zijlsingel - zie Zijldonk
- Zijlstraat - zie Zijldonk
- Zilverkarper - de vissensoort zilverkarper
- Zilverschoontuin - zilverschoon (Potentilla anserina), plant uit de rozenfamilie (Rosaceae)
- Zinniadal - Zinnia (Zinnia), plant uit de composietenfamilie (Compositeae)
- Zirkoonstraat - het mineraal zirkoon
- Zocherstraat - Jan David Zocher, 1791-1870, architect en tuinarchitect, bouwer van het voormalige Amsterdamse beursgebouw en ontwerper van het slotpark te Soestdijk
- Zoeterwoudsesingel - het dorp Zoeterwoude, waarvan het grondgebied vroeger direct aan deze singel grensde
- Zoeterwoudseweg - het dorp Zoeterwoude, waar deze straat vroeger heen leidde
- Zonlichtpad
- Zonnebloem - Zonnebloem (Helianthus), eenjarige plant uit de composietenfamilie (Compositeae)
- Zonnedauwtuin - Zonnedauw (Drosera), vaste plant uit het geslacht van vleesetende planten
- Zonneveldstraat - de familie Zonneveld, grondeigenaars
- Zonnewende
- Zuid Rundersteeg - de rundermarkt (1578-1616), vroeger Beestenmarkt
- Zuidsingel - de zuidelijke singel van de stadsuitbreiding van 1644
- Zuster Bertkenstraat - Berta Jacobsdochter, bekend als Suster Bertken, 1426 of 1427-1514, een Nederlandse kluizenares en dichteres
- Zuster Meijboomstraat - Frederike Meyboom, 1871-1971, een Nederlands ziekenhuisdirectrice, oprichtster van de beroepsvereniging voor verplegenden en feministe
- Zuster Reichertstraat - Cornelia Johanna Maria Reichert, 1902-1943, verzetsvrouw tijdens de Japanse bezetting in voormalig Nederlands-Indië
- Zusterhof - de zusters Dominicanessen van Voorschoten, die leiding gaven aan het wees- en bejaardenhuis St. Maarten
- Zwanenpad
- Zwanenzijde
- Zwarte Pad - voormalig sintelpad
- Zwartehandspoort[5]
- Zwartemeerlaan
- Zwartewater
- Zweilandlaan - Zweiland, een deel van de Kagerplassen, ten noorden van Leiden
- Zwenkgras - Zwenkgras (Festuca), vaste plant uit de grassenfamilie (Poaceae)